# Biserica reformată din Bozieș

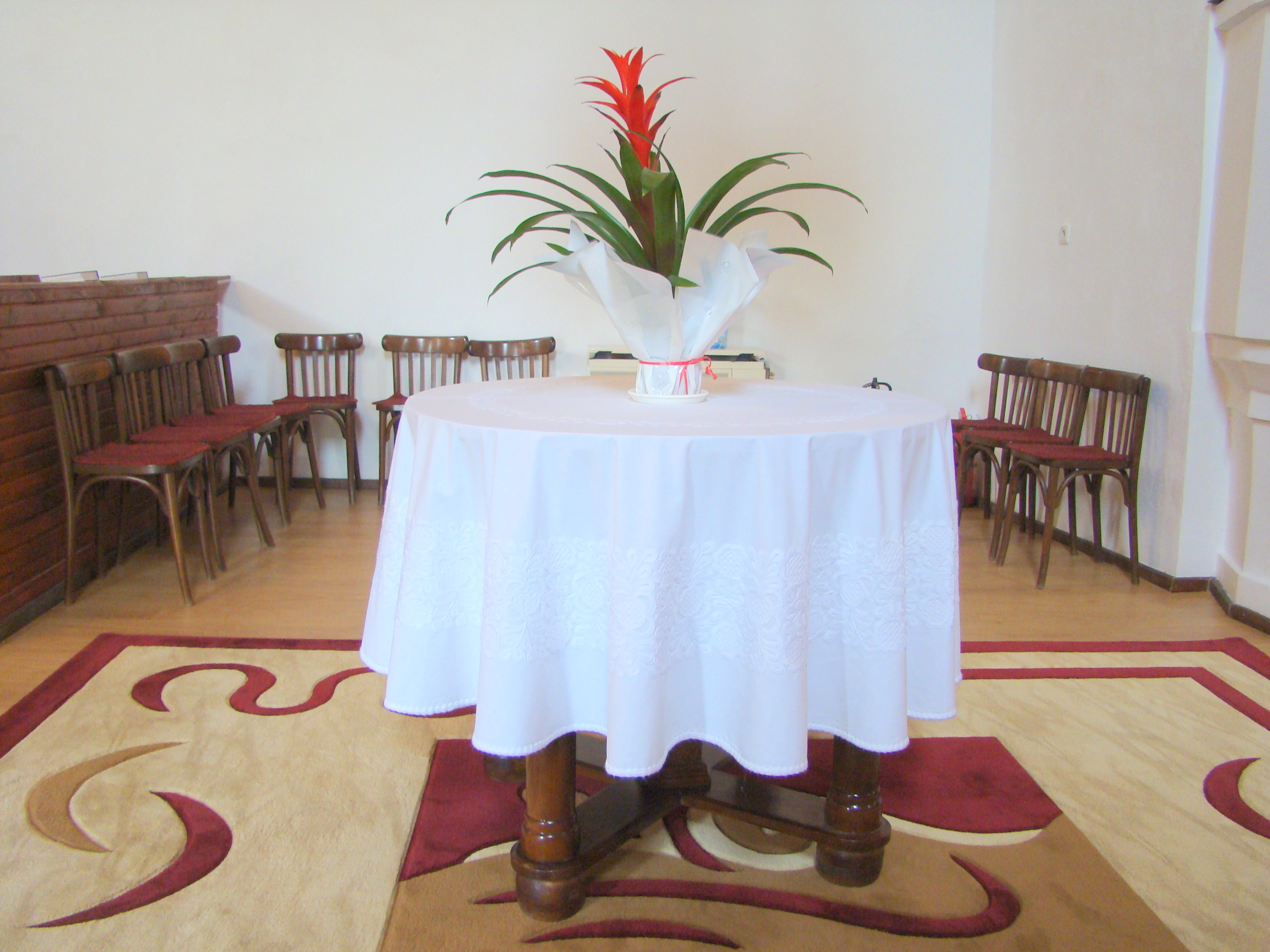
Masa Domnului

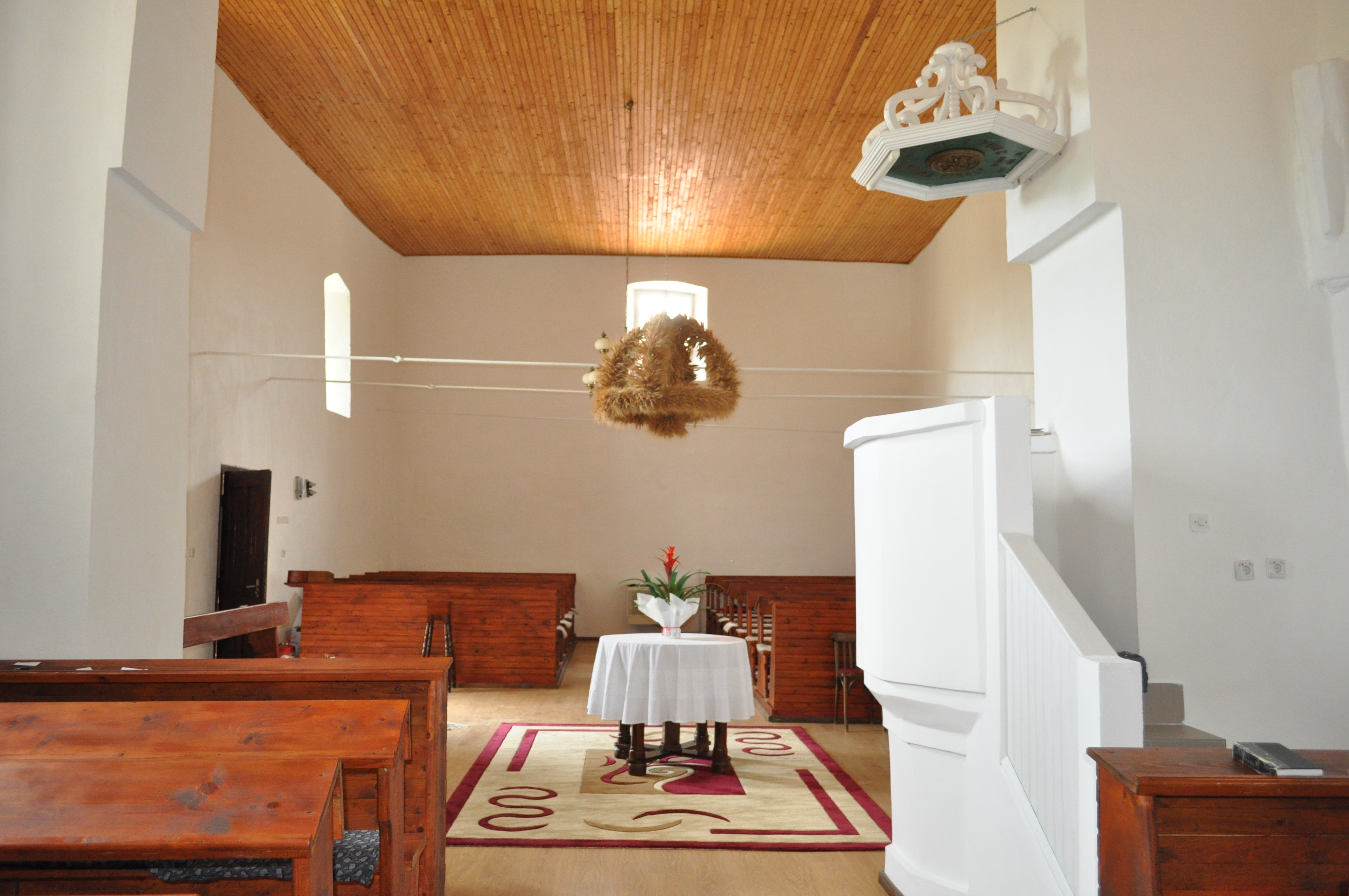
Interiorul navei

Biserica reformată din Bozieș este un monument istoric aflat pe teritoriul satului Bozieș; comuna Chiochiș.

## Localitatea
Bozieș (în maghiară Magyarborzás) este un sat în comuna Chiochiș din județul Bistrița-Năsăud, Transilvania, România. Satul este atestat documentar în anul 1332 cu numele: Buzyas.

## Biserica
În anul 1332 avea o biserică parohială, preotul său, Domokos, fiind menționat în lista dijmelor papale. Inițial a fost un sat maghiar romano-catolic, însă în perioada reformei majoritatea locuitorilor au trecut la Biserica Reformată. Constructorul bisericii medievale, care s-a păstrat și era dedicată Sf. Mihail, a fost nobilul Gergely Bethlen, care după o vizită papală în 1433, a inițiat construcția bisericilor în mai multe așezări ale moșiei sale.
Clopotnița a fost construită lângă biserică, în anul 1867. În ea se află trei clopote. Cel mai vechi are inscripția: „1737 D.7.MA1.CUI Peas”. Al doilea clopot a fost realizat în 1798, iar al treilea în 1884, donat bisericii de către pastorul Farkas Csiszár și soția sa, Juliánna Kovács.
Inscripția de pe coroana amvonului: „Slavă lui Dumnezeu, realizată de Károly H. Bakó și soția sa D. Emilia D. Daday mai 1890. 25“.
În 13 mai 1912 o tornadă a spulberat acoperișul bisericii, avariind și pereții. Structura acoperișului a fost refăcută, dar pereții deteriorați au fost reparați doar parțial. Între 2001 și 2003  s-au efectuat lucrări ample de renovare a bisericii, cu donații din partea membrilor congregației.

## Imagini din exterior

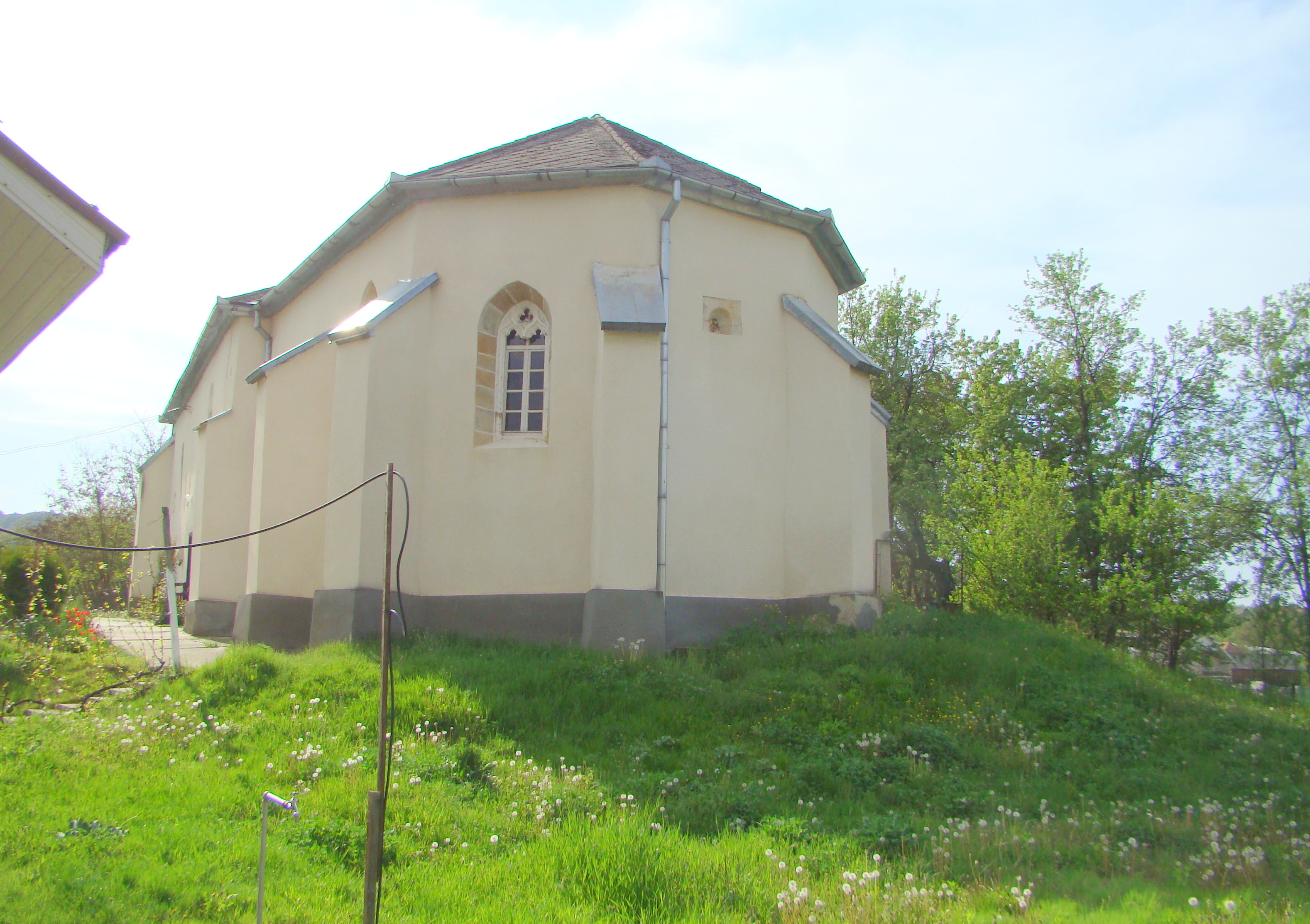
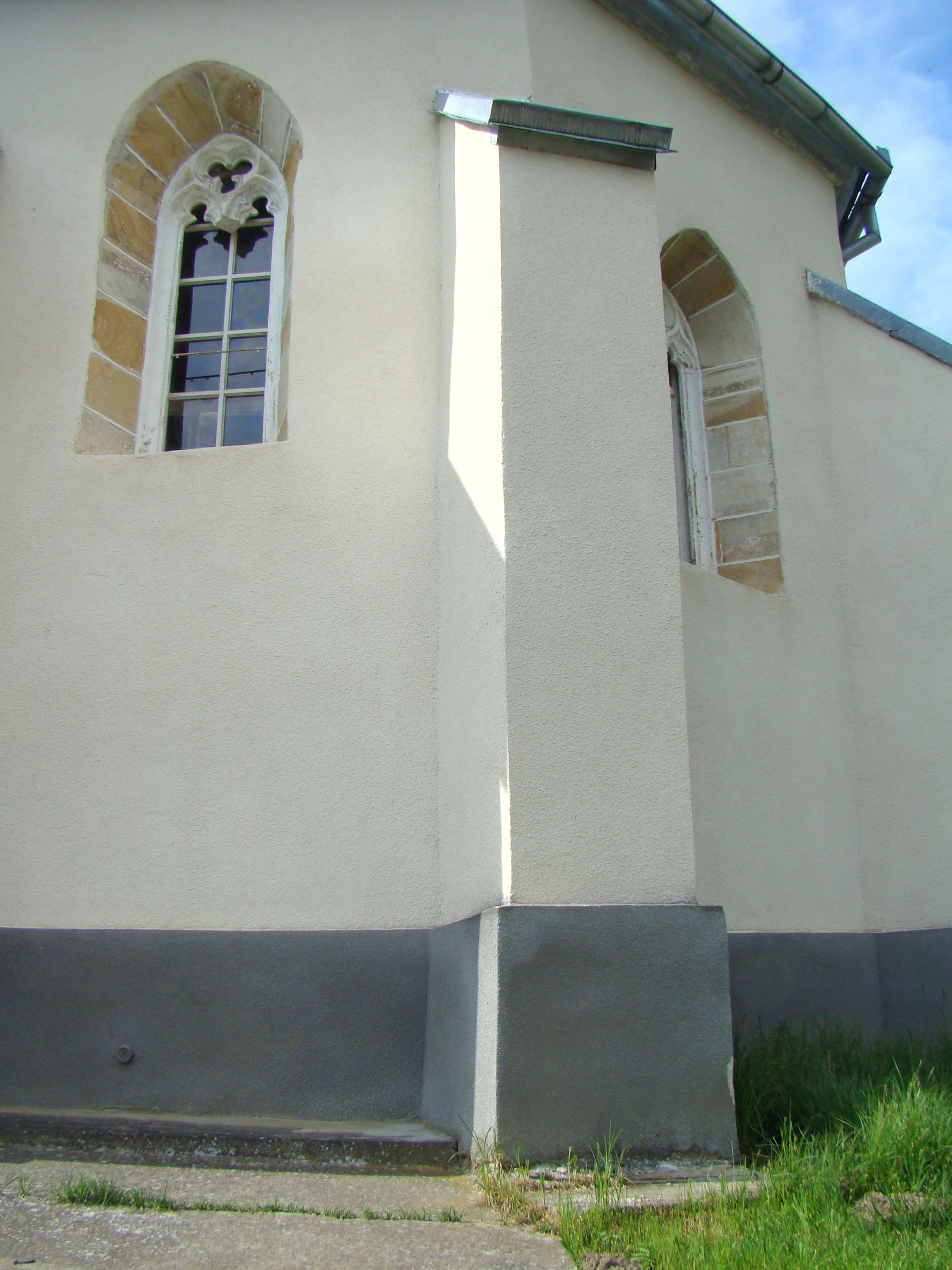
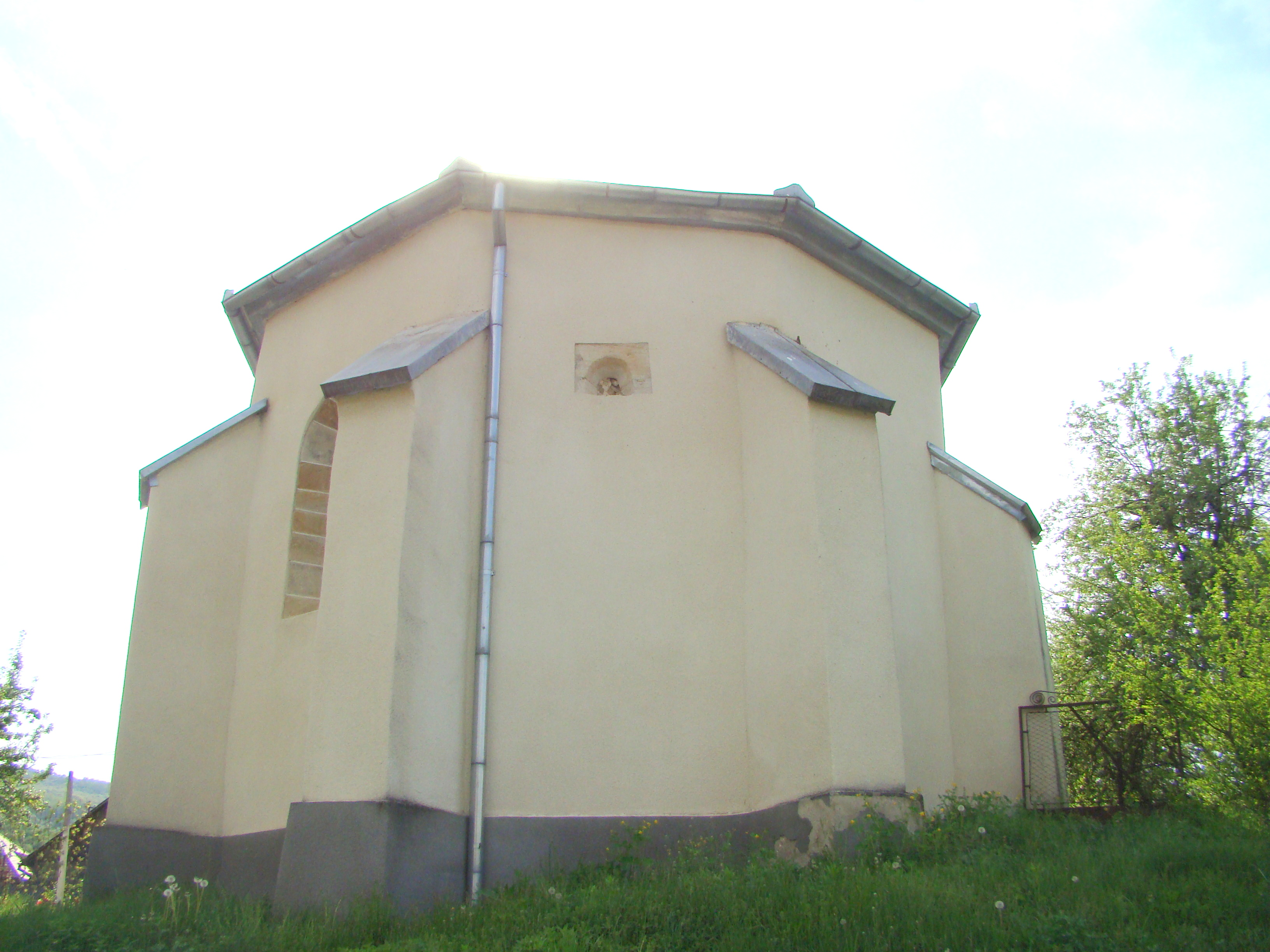
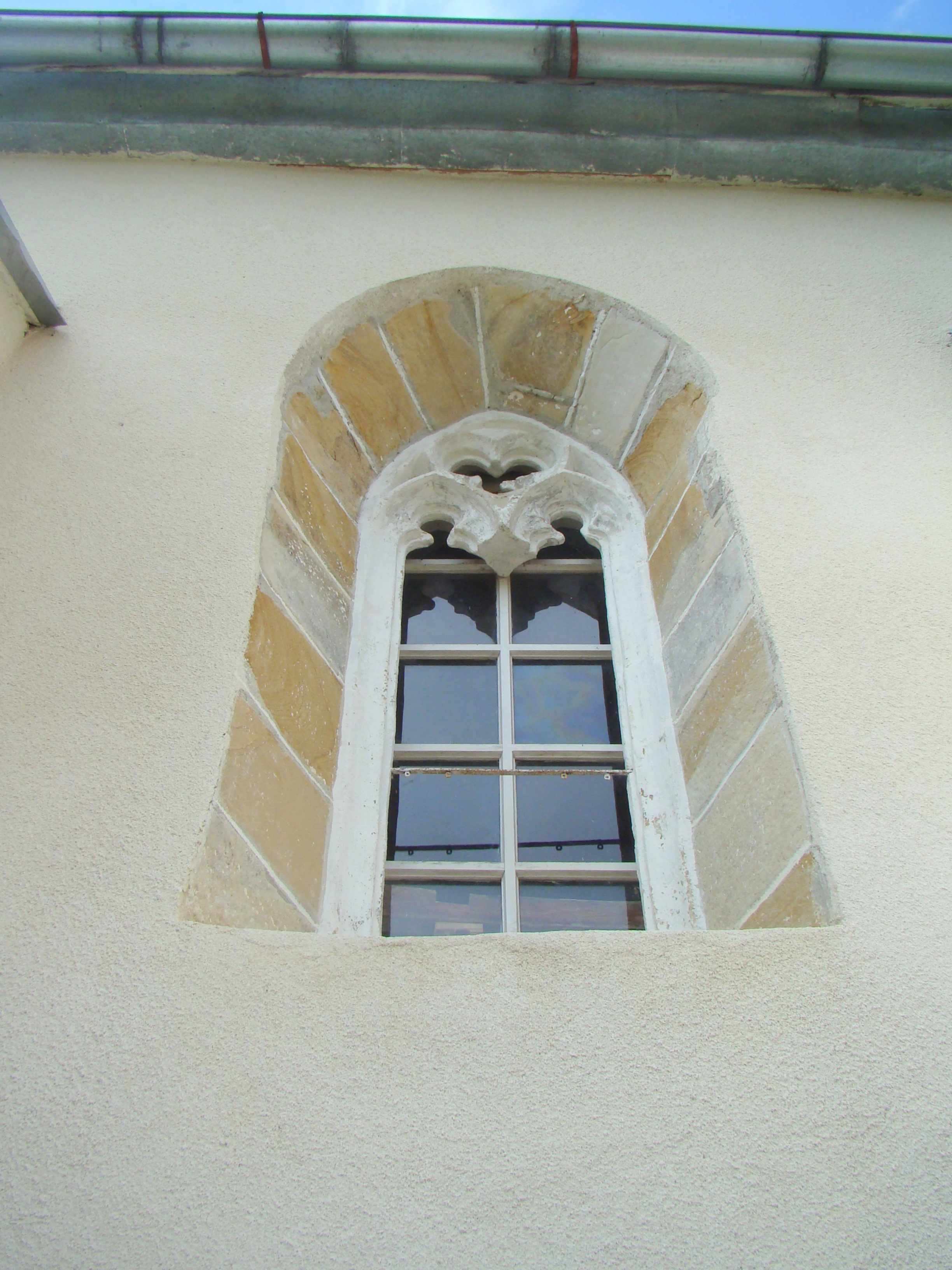
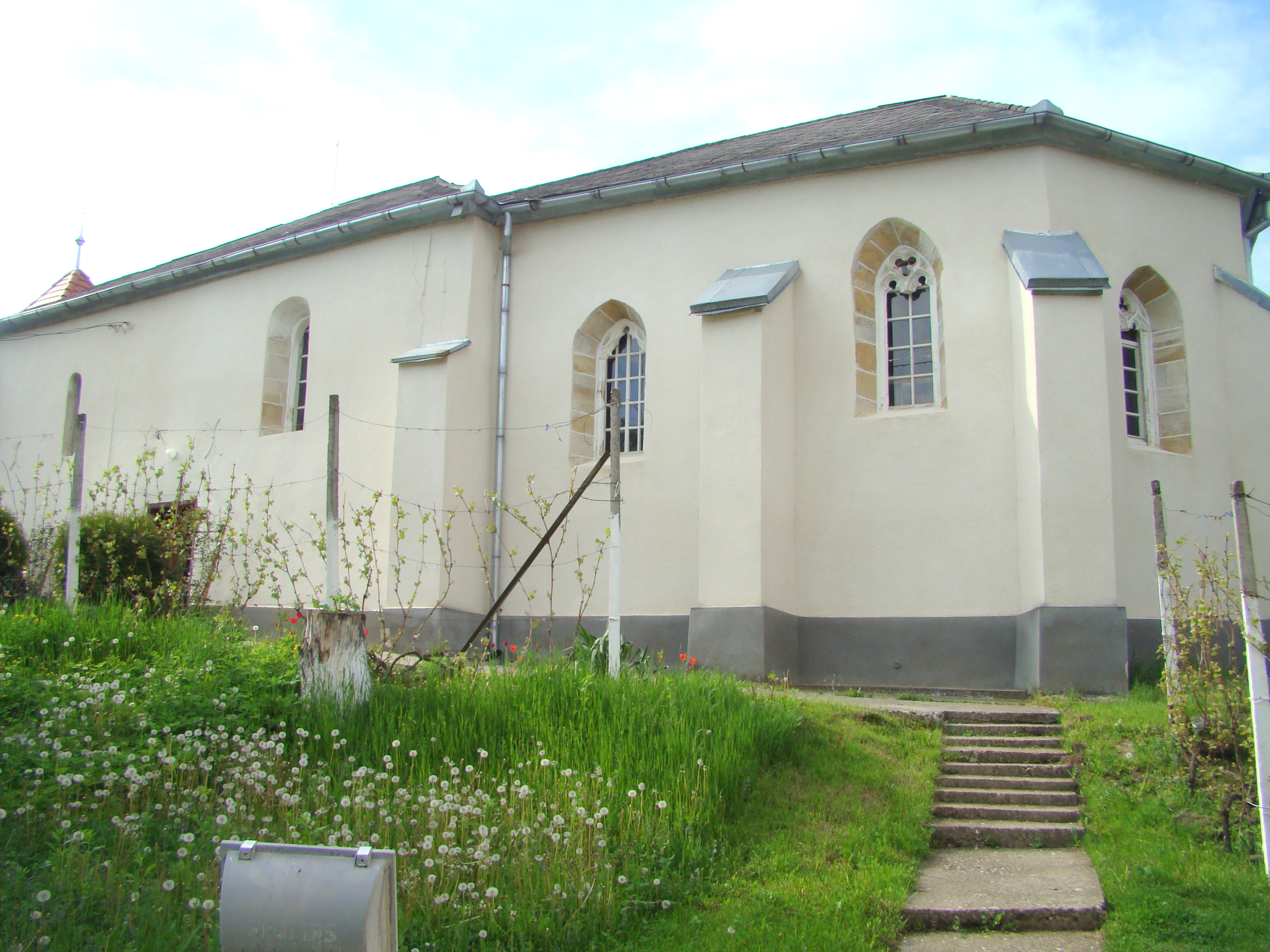
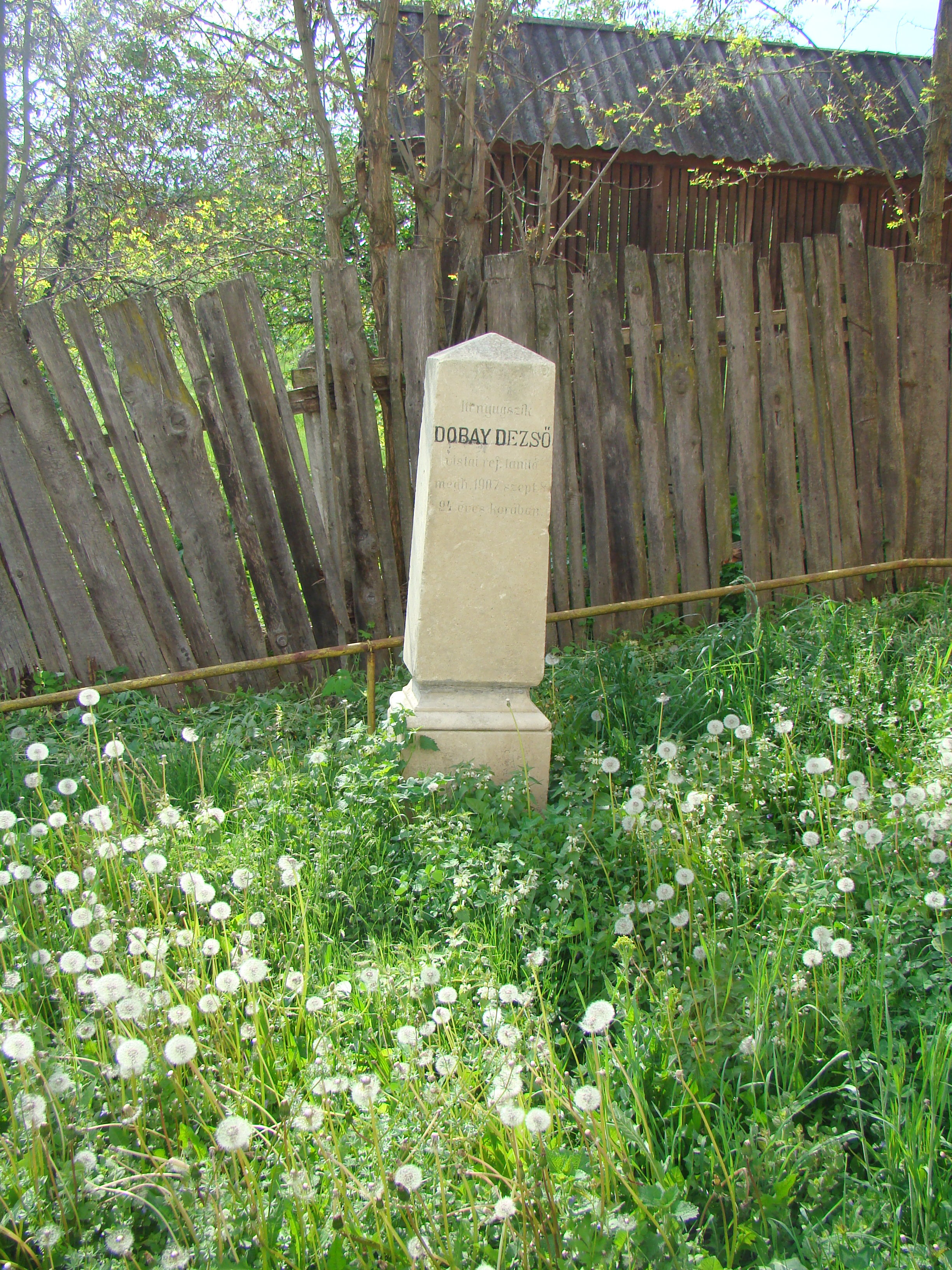
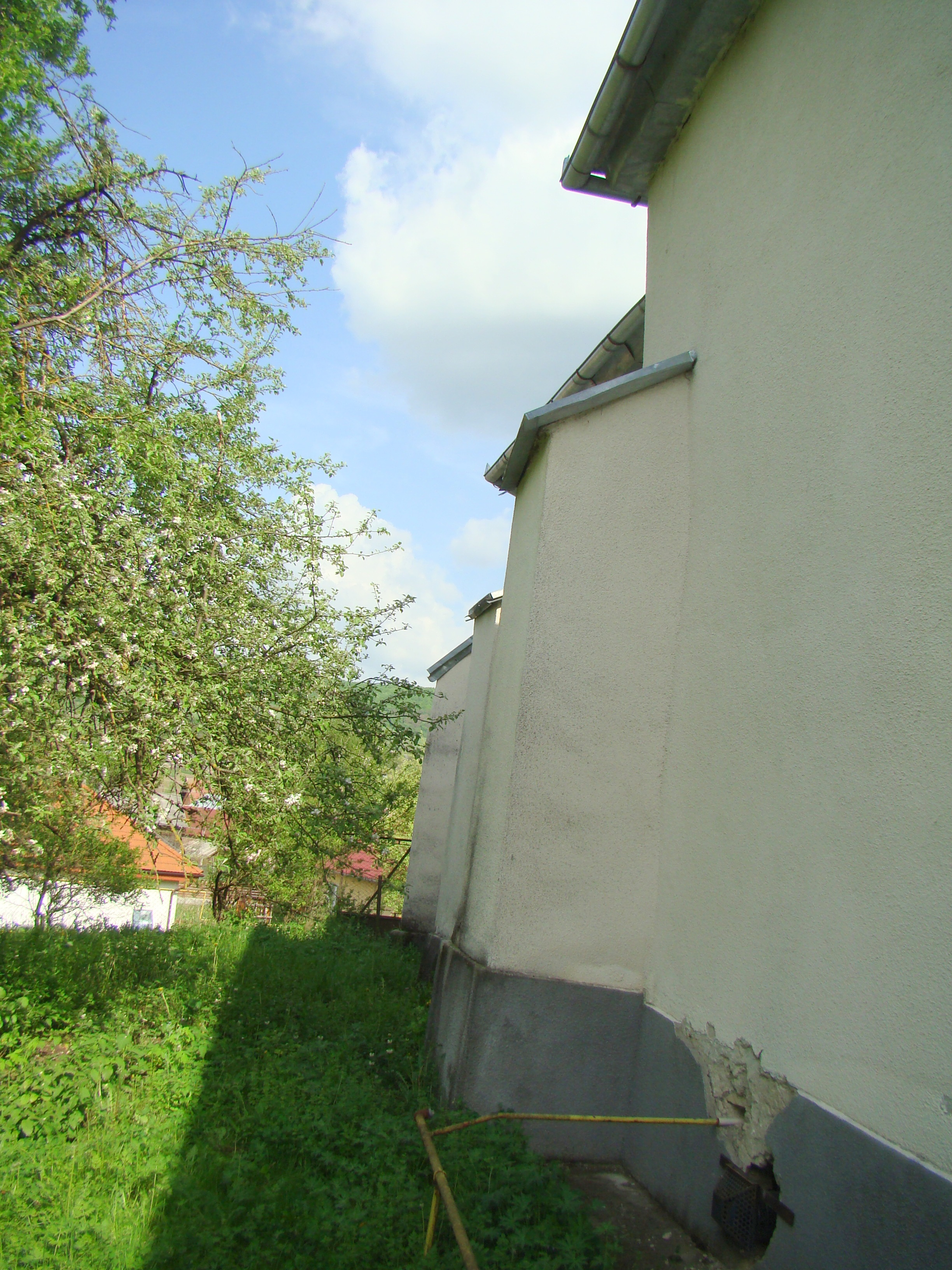
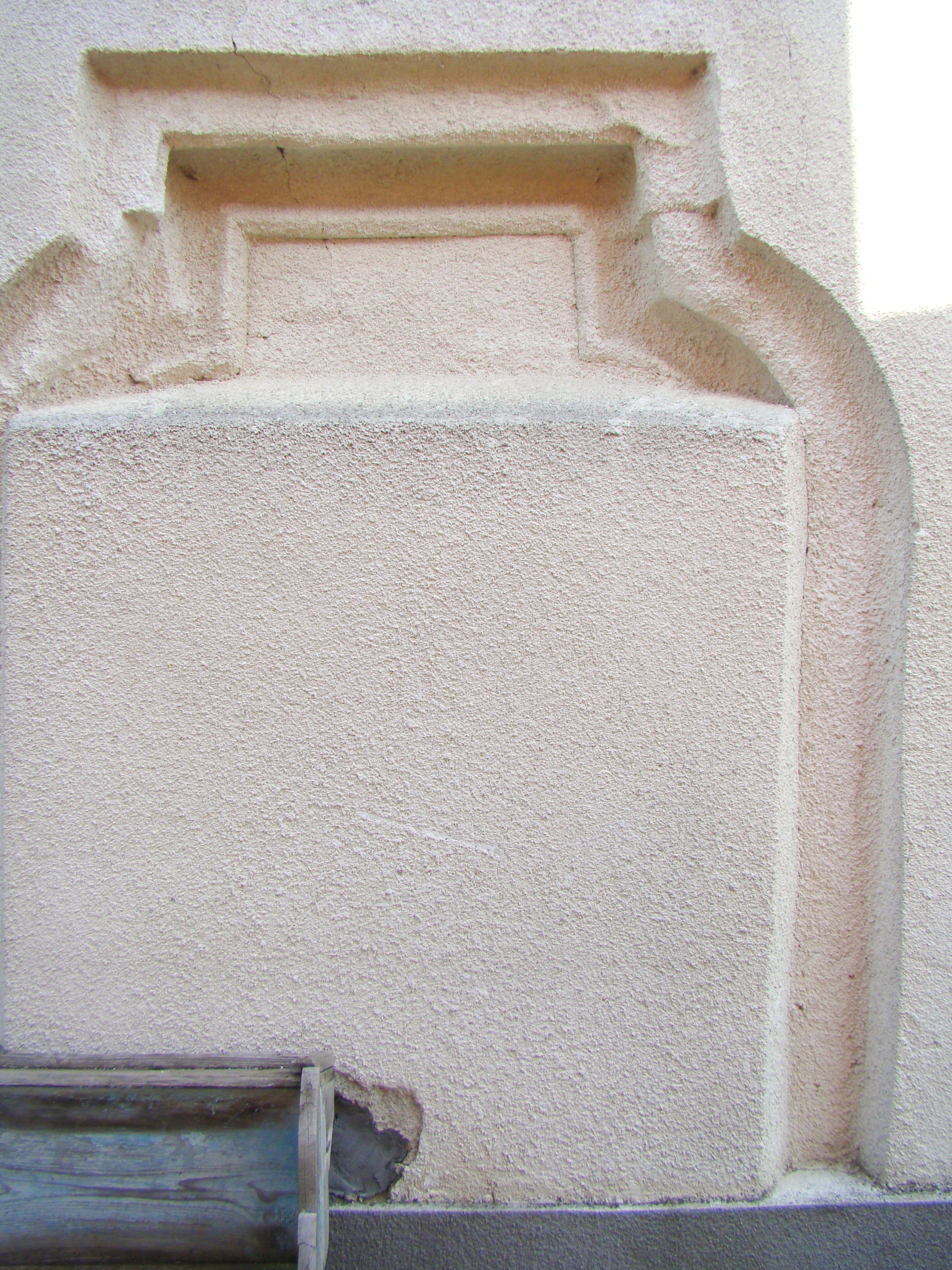
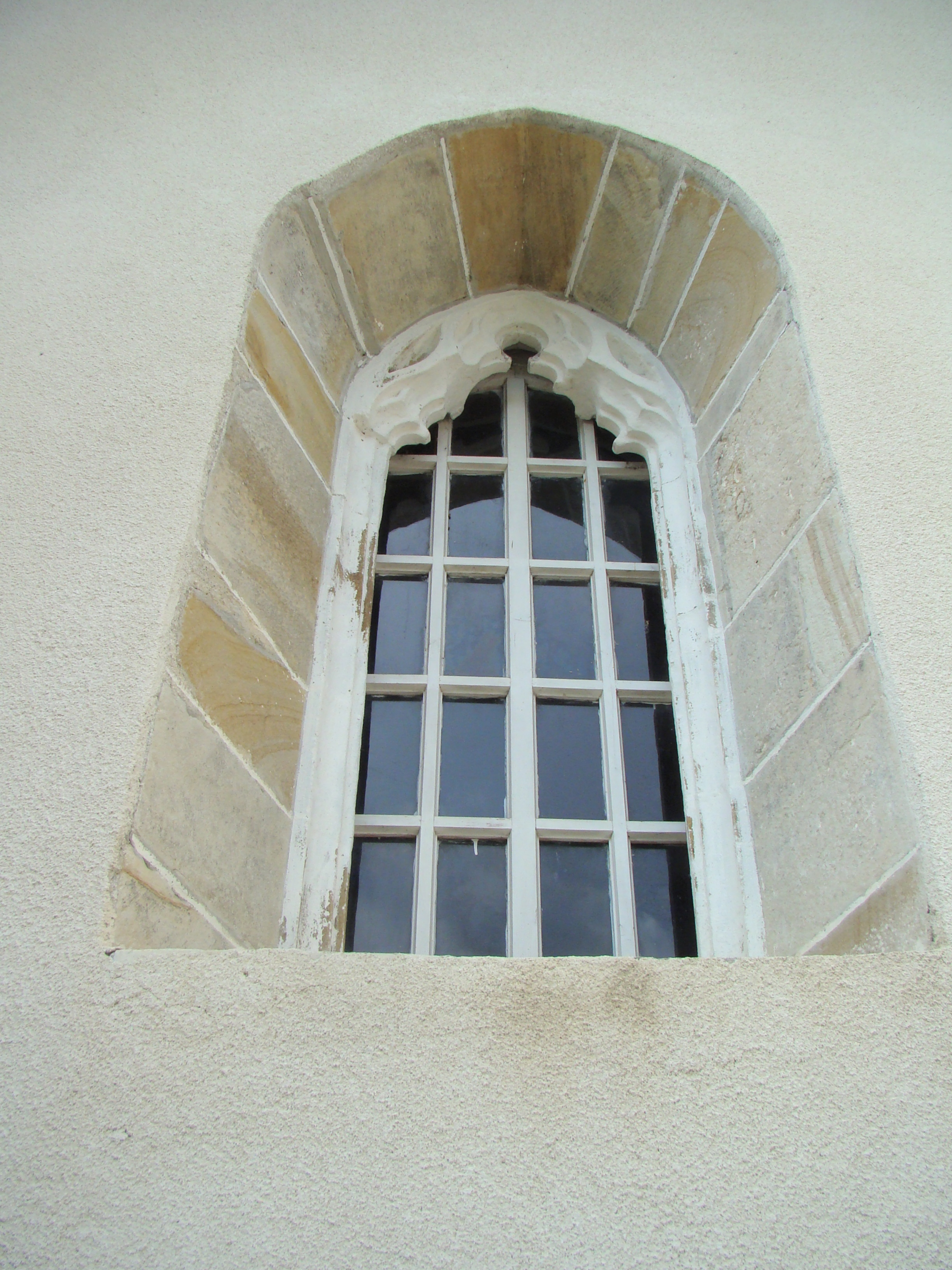
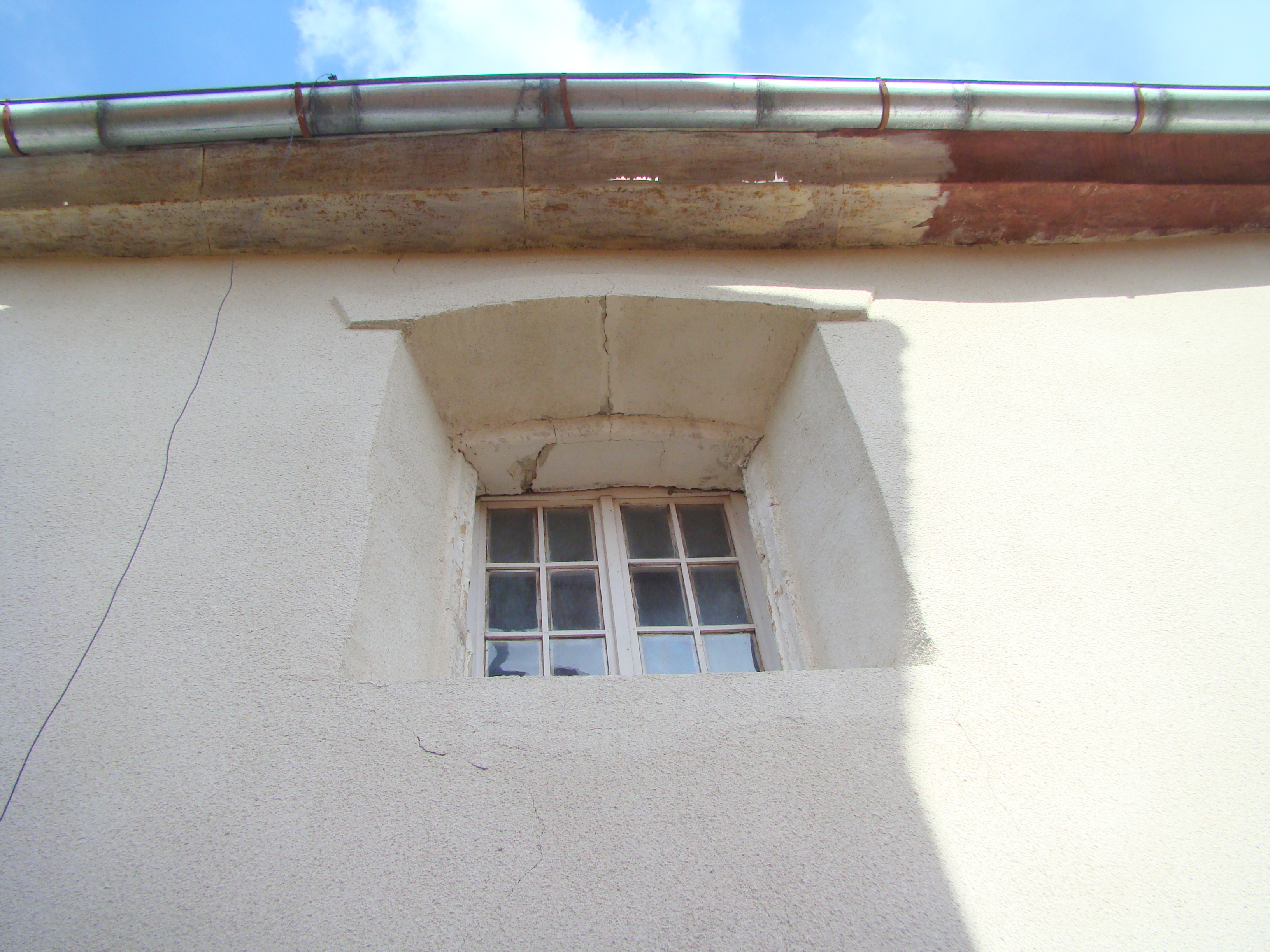
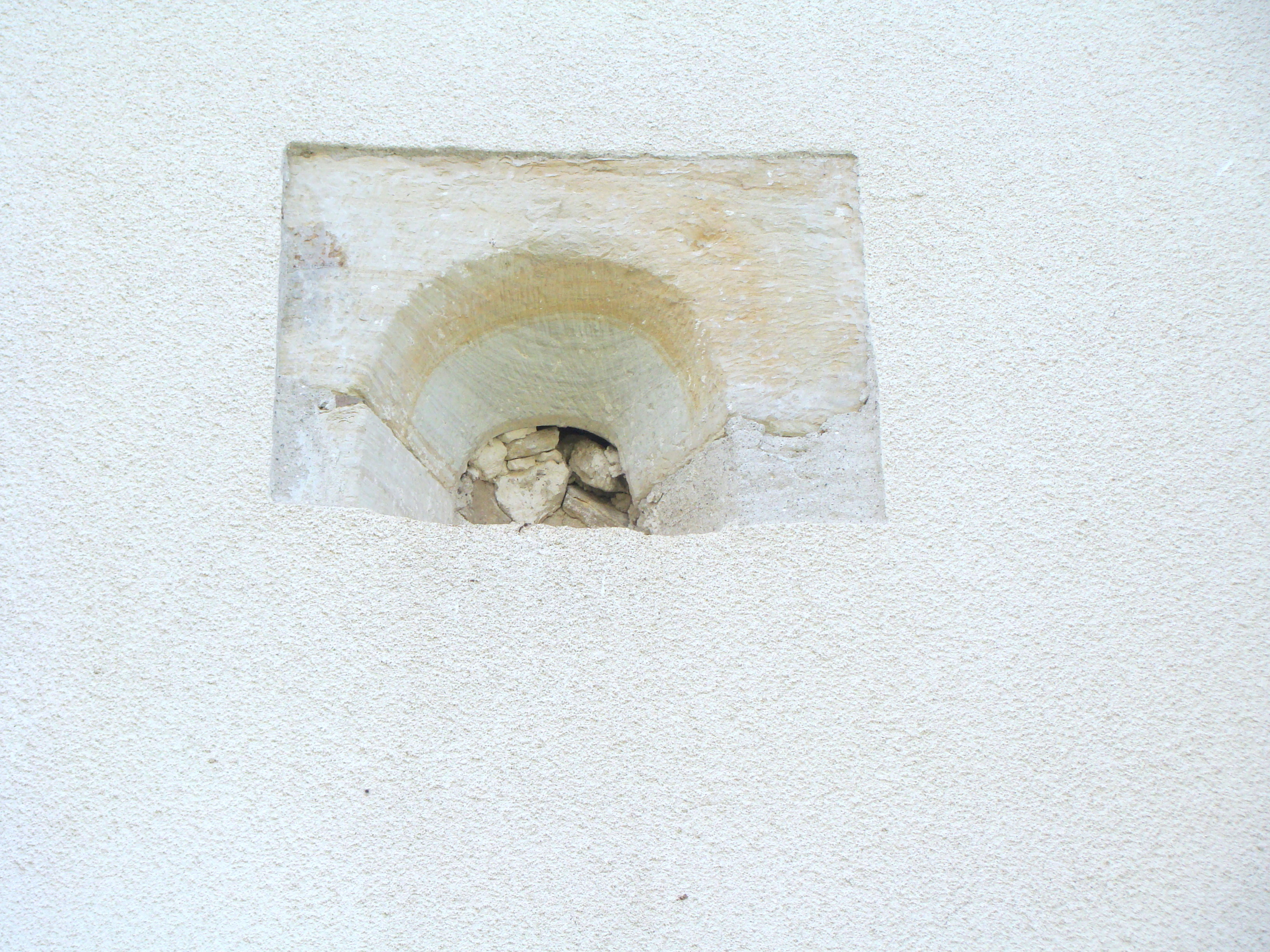
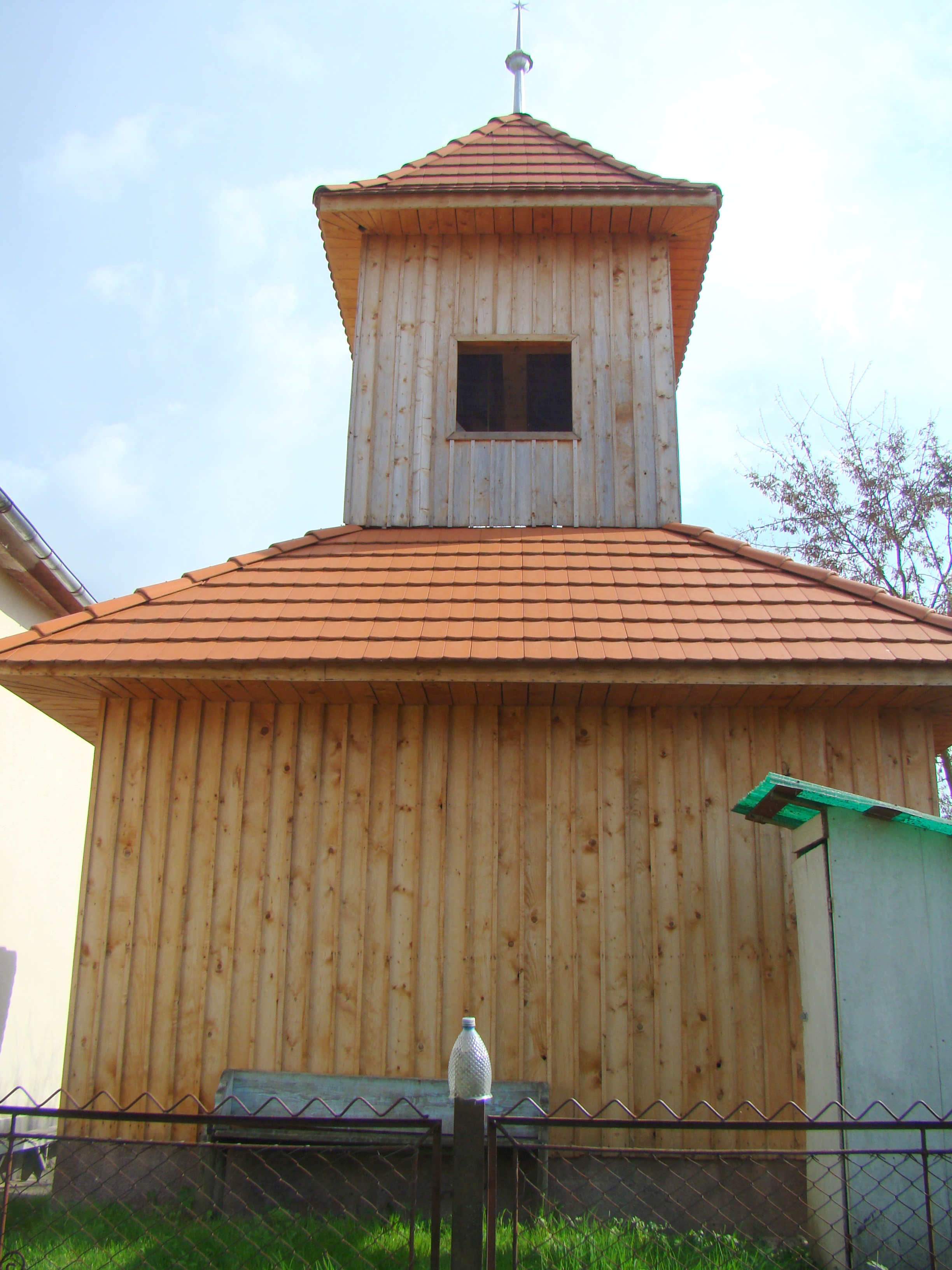
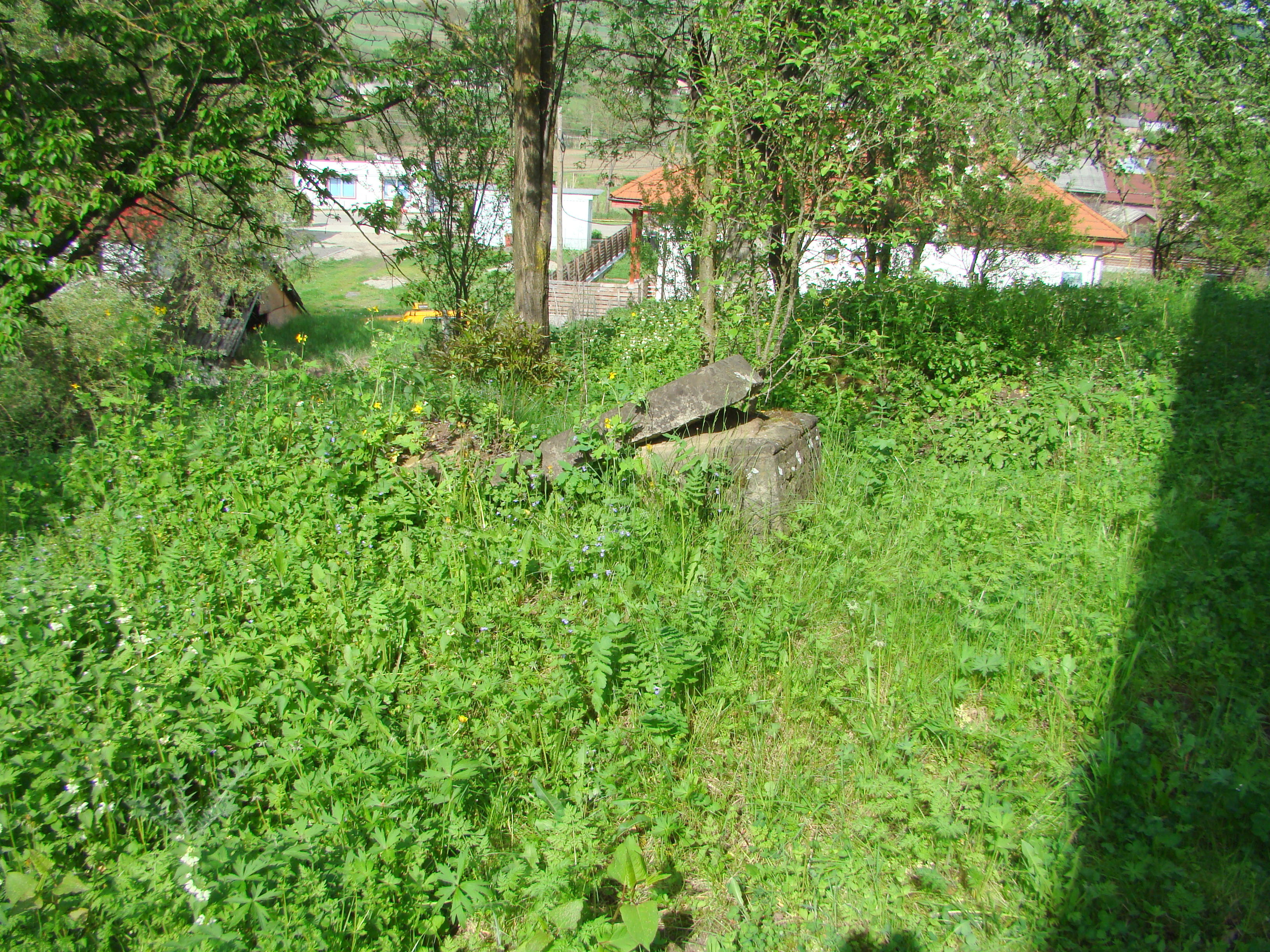
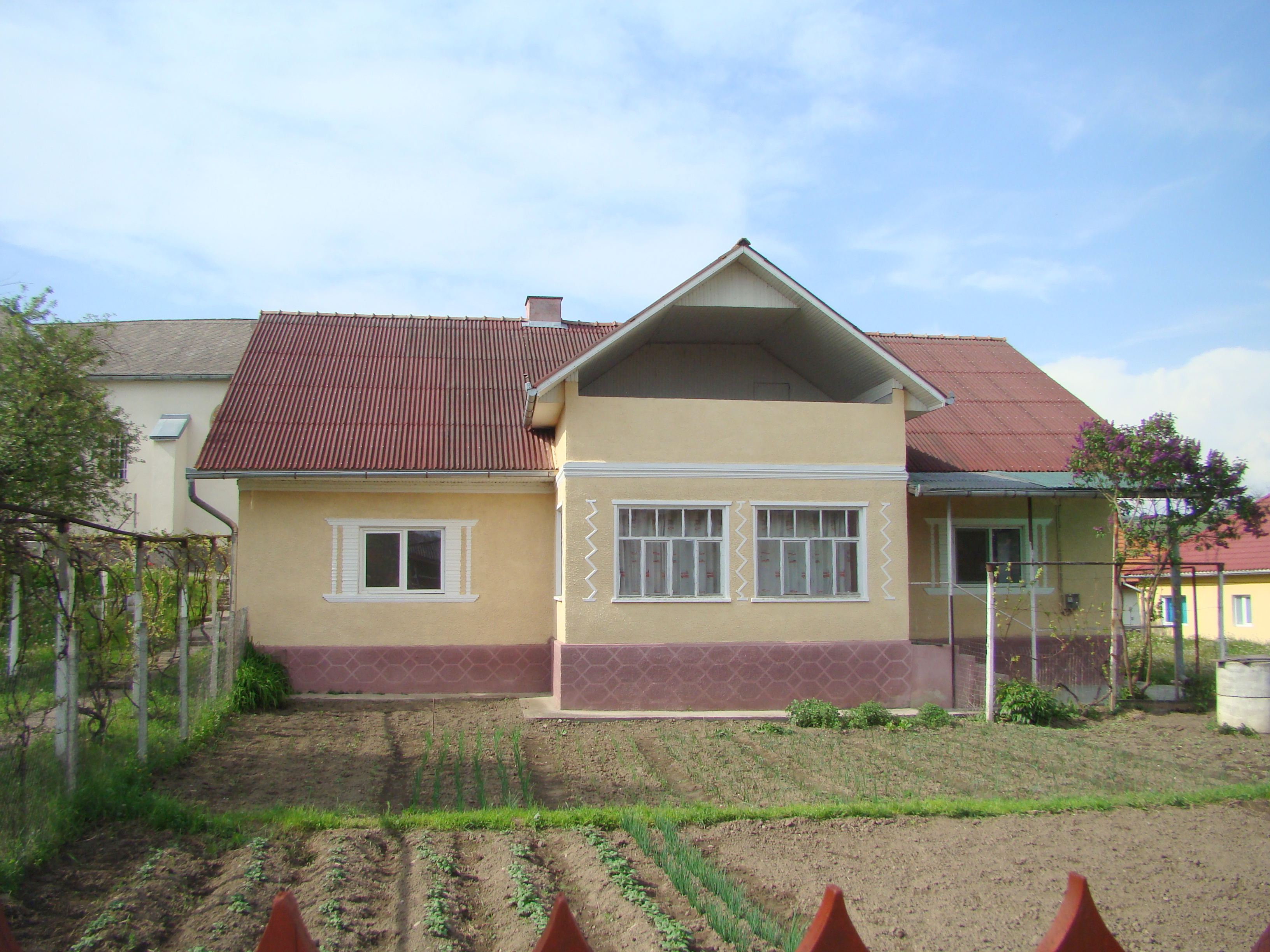
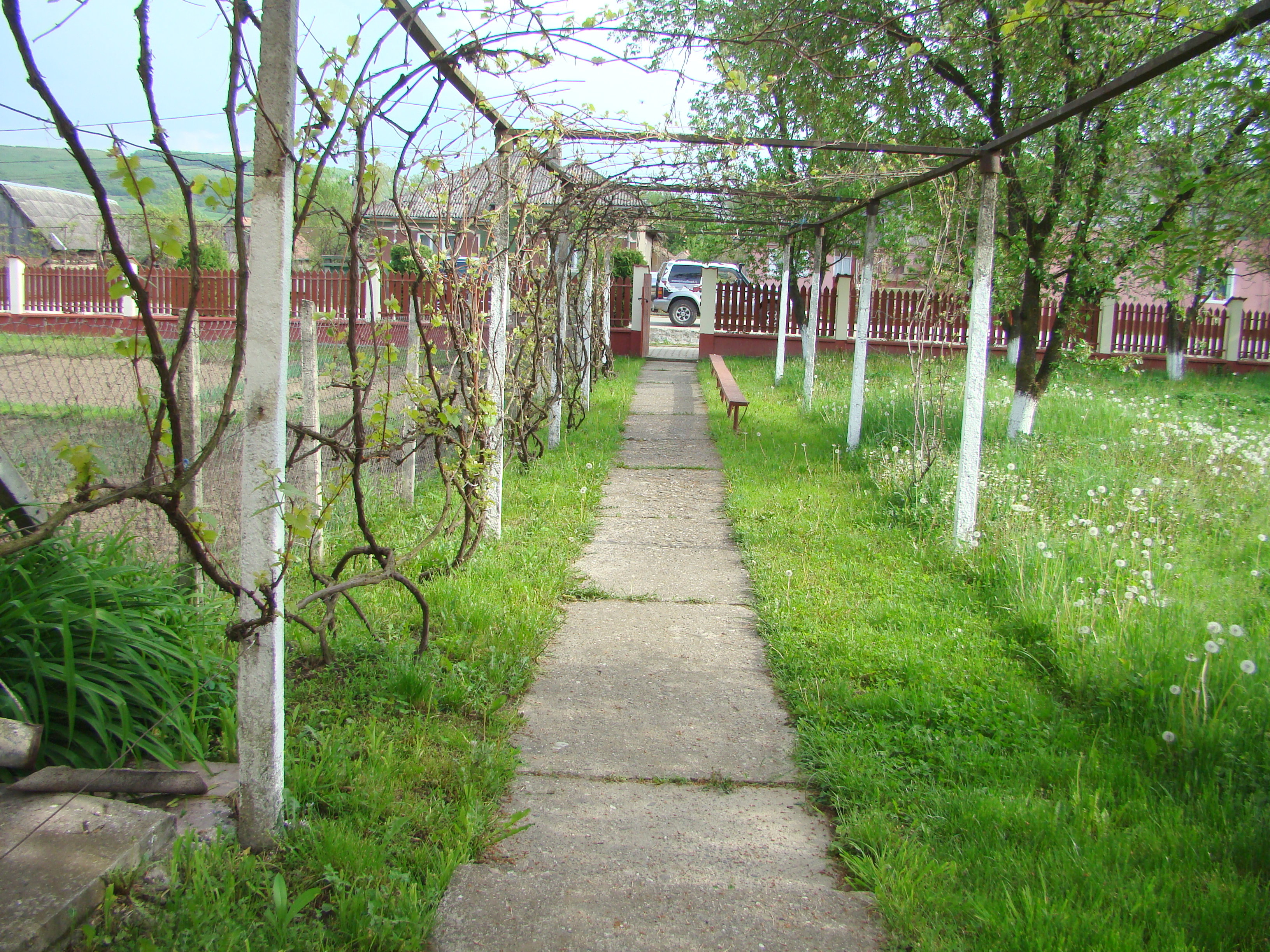
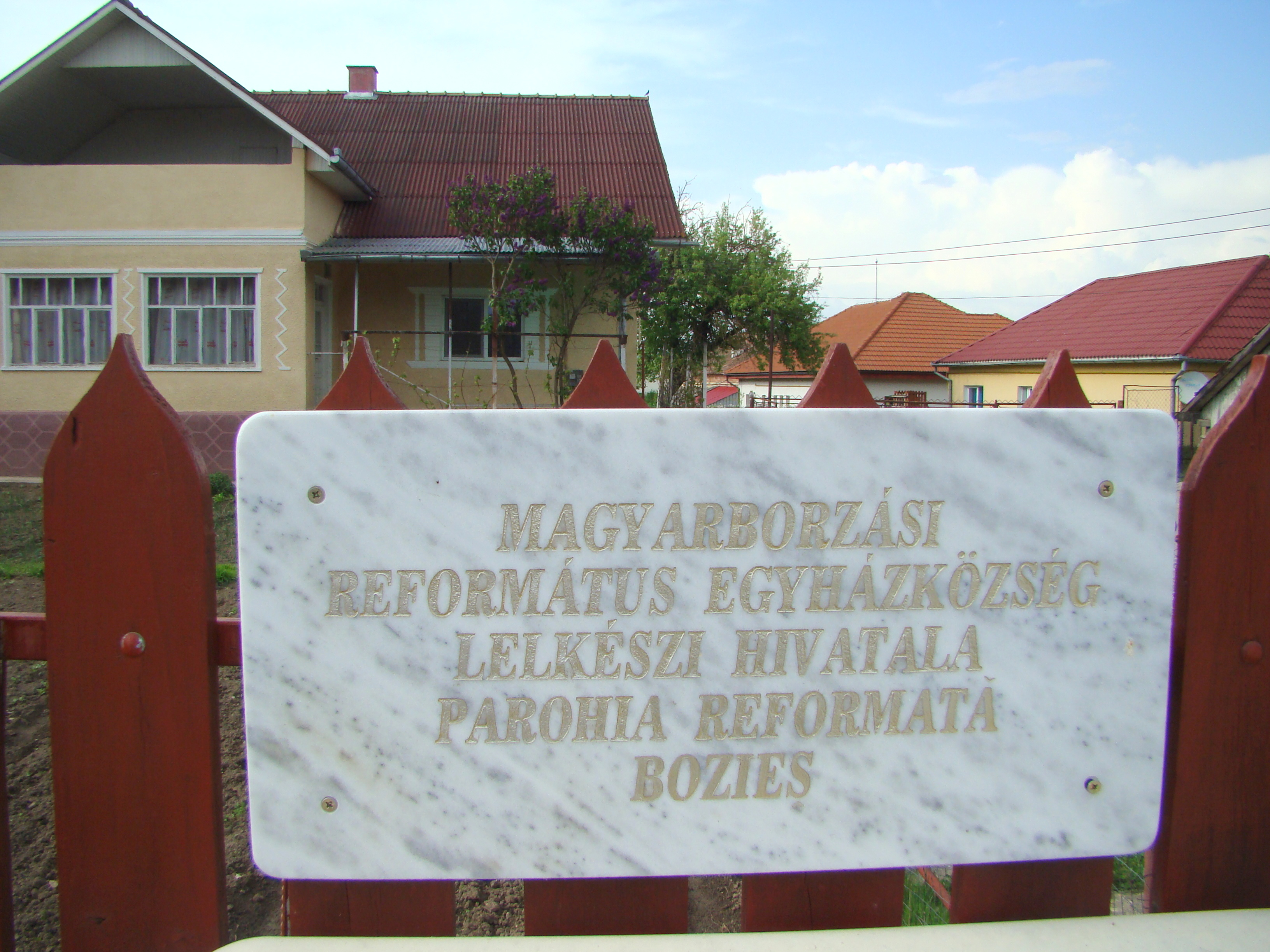

## Imagini din interior

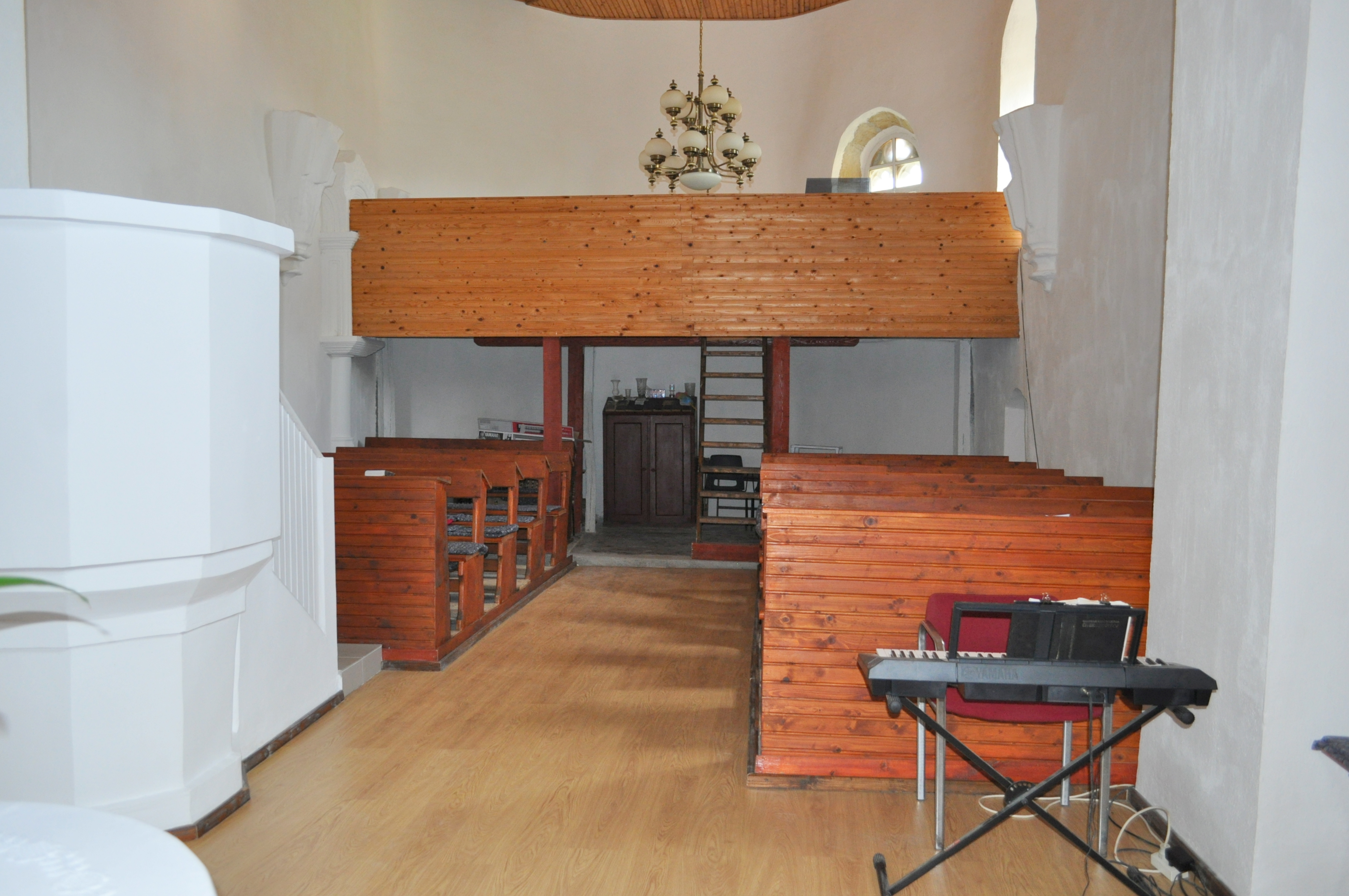
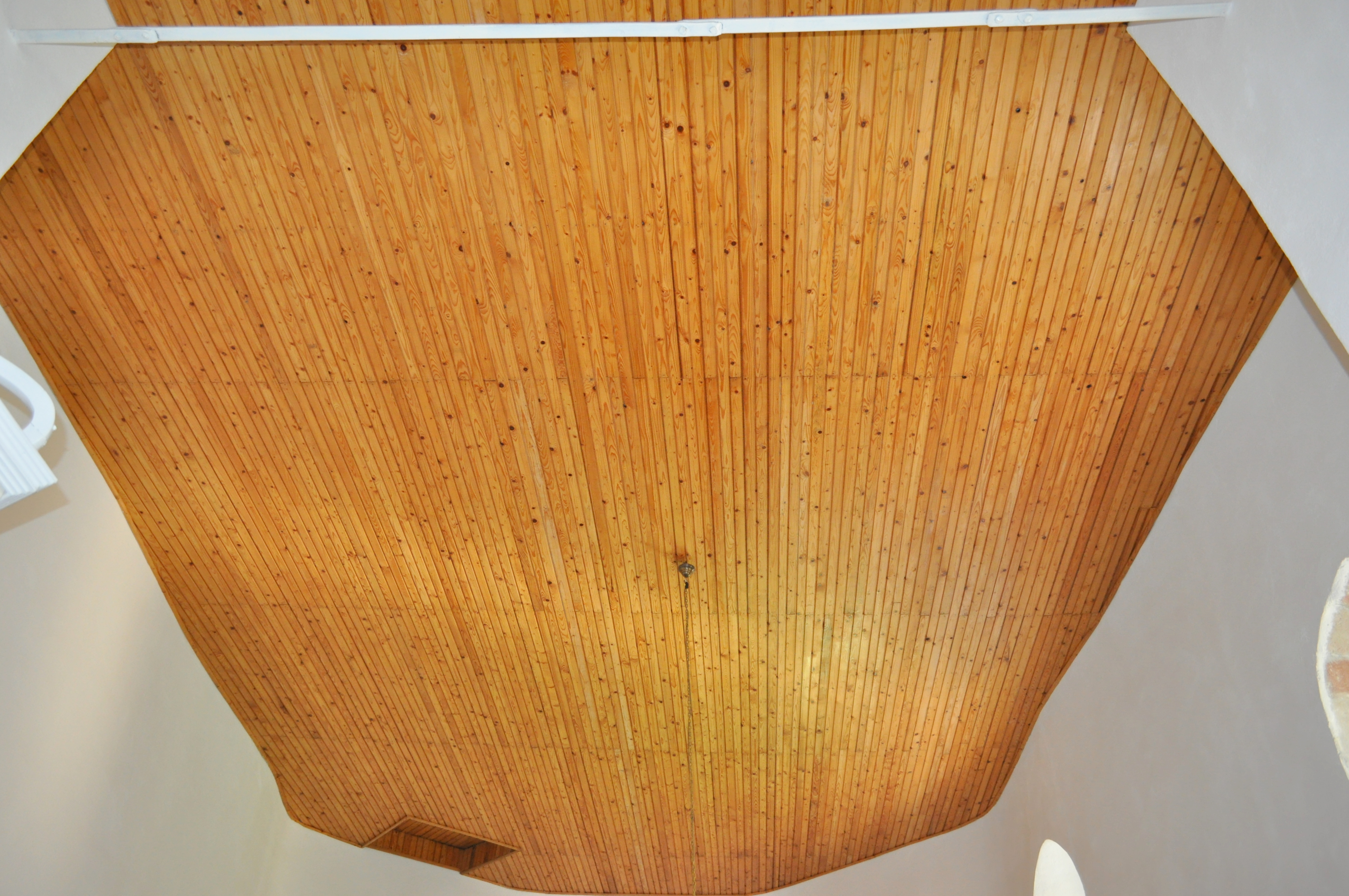
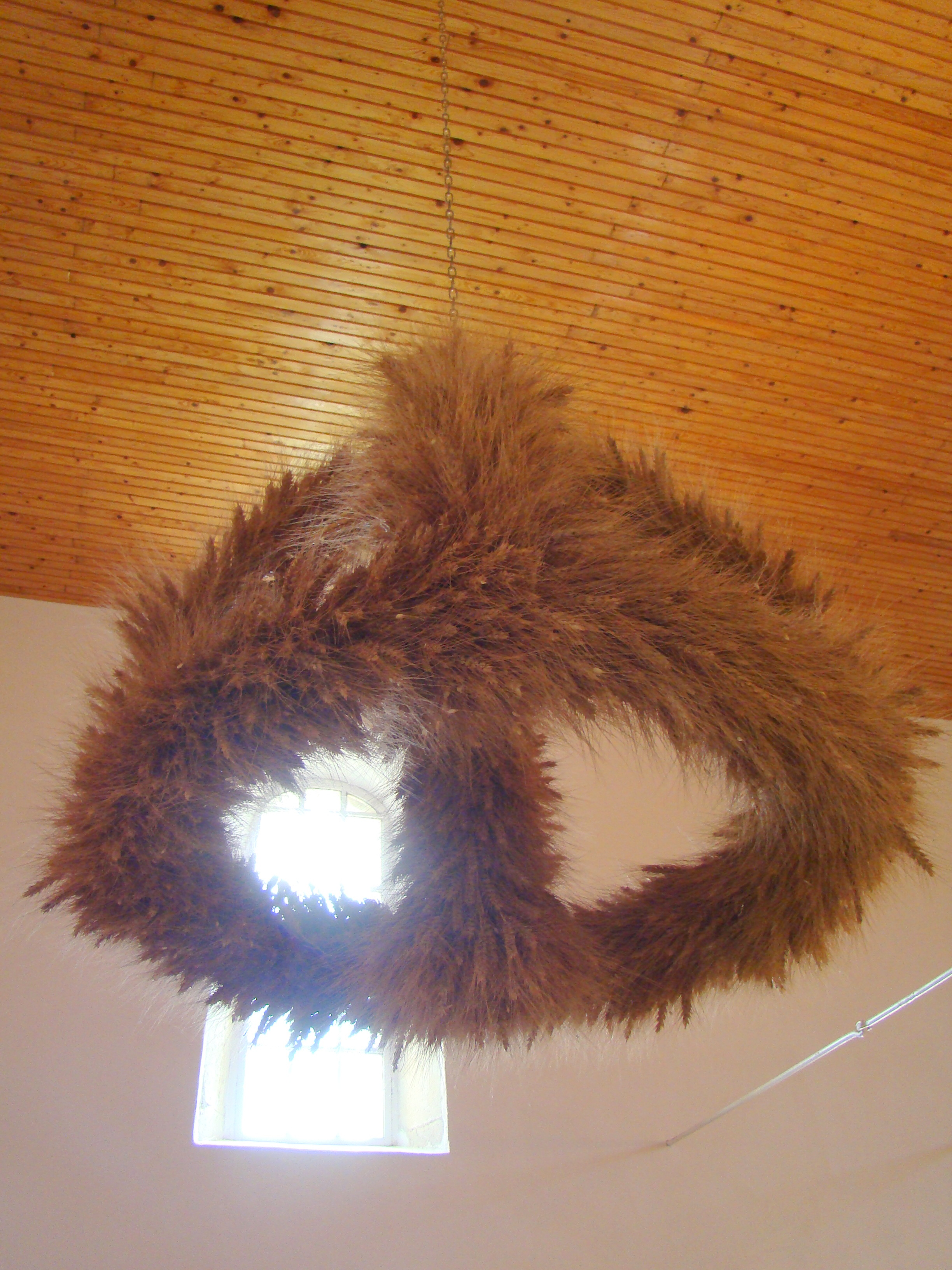
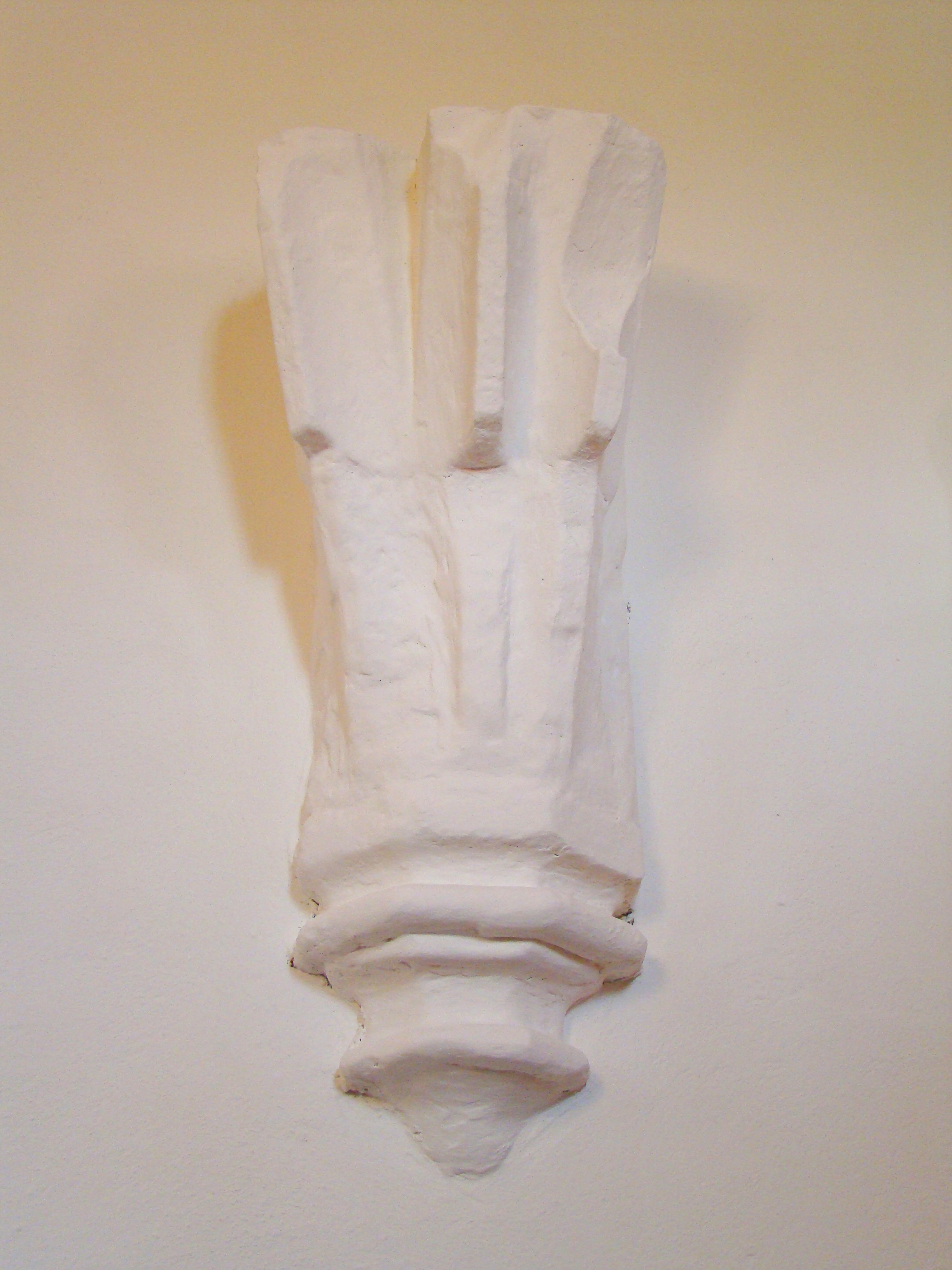
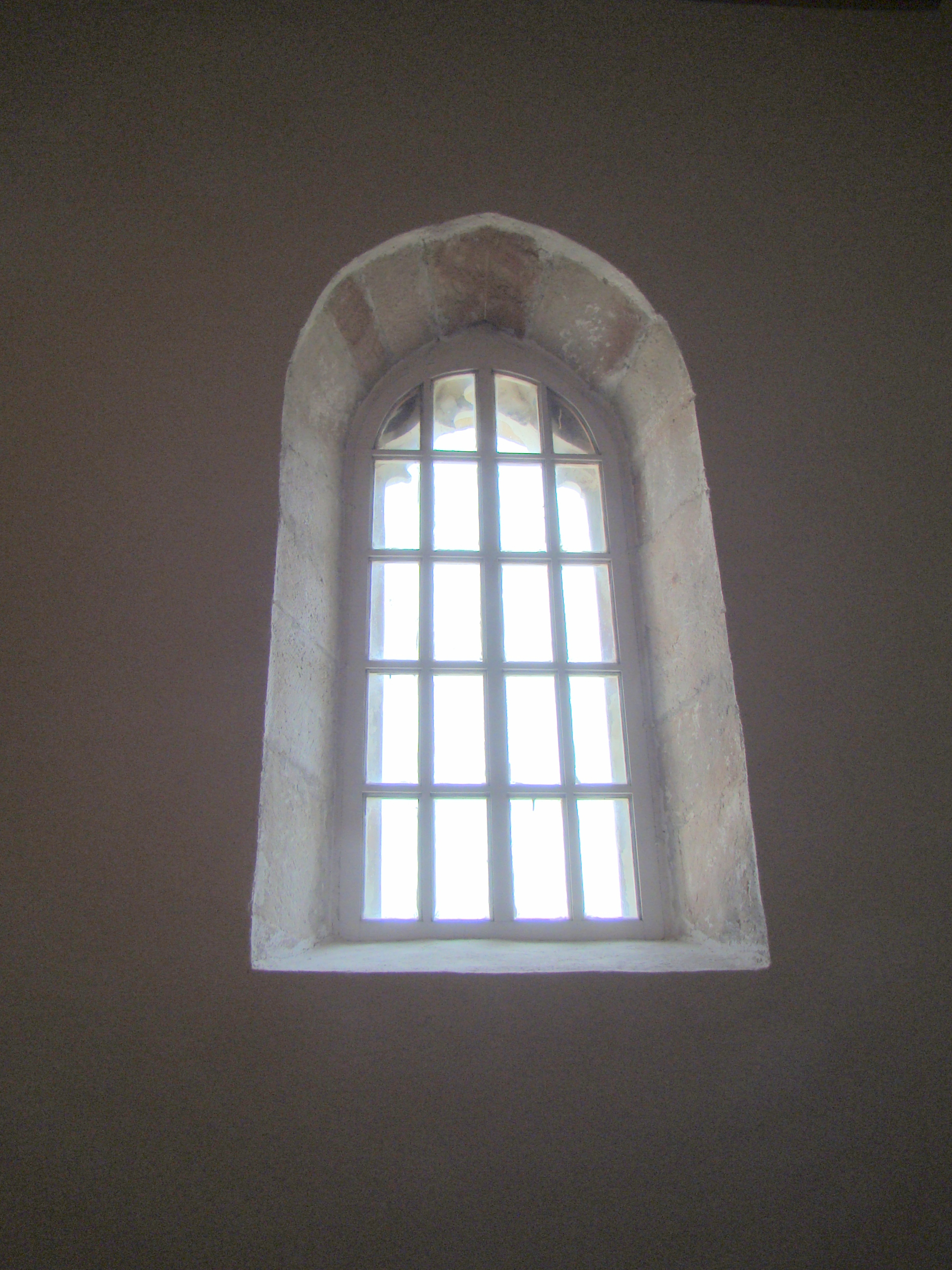
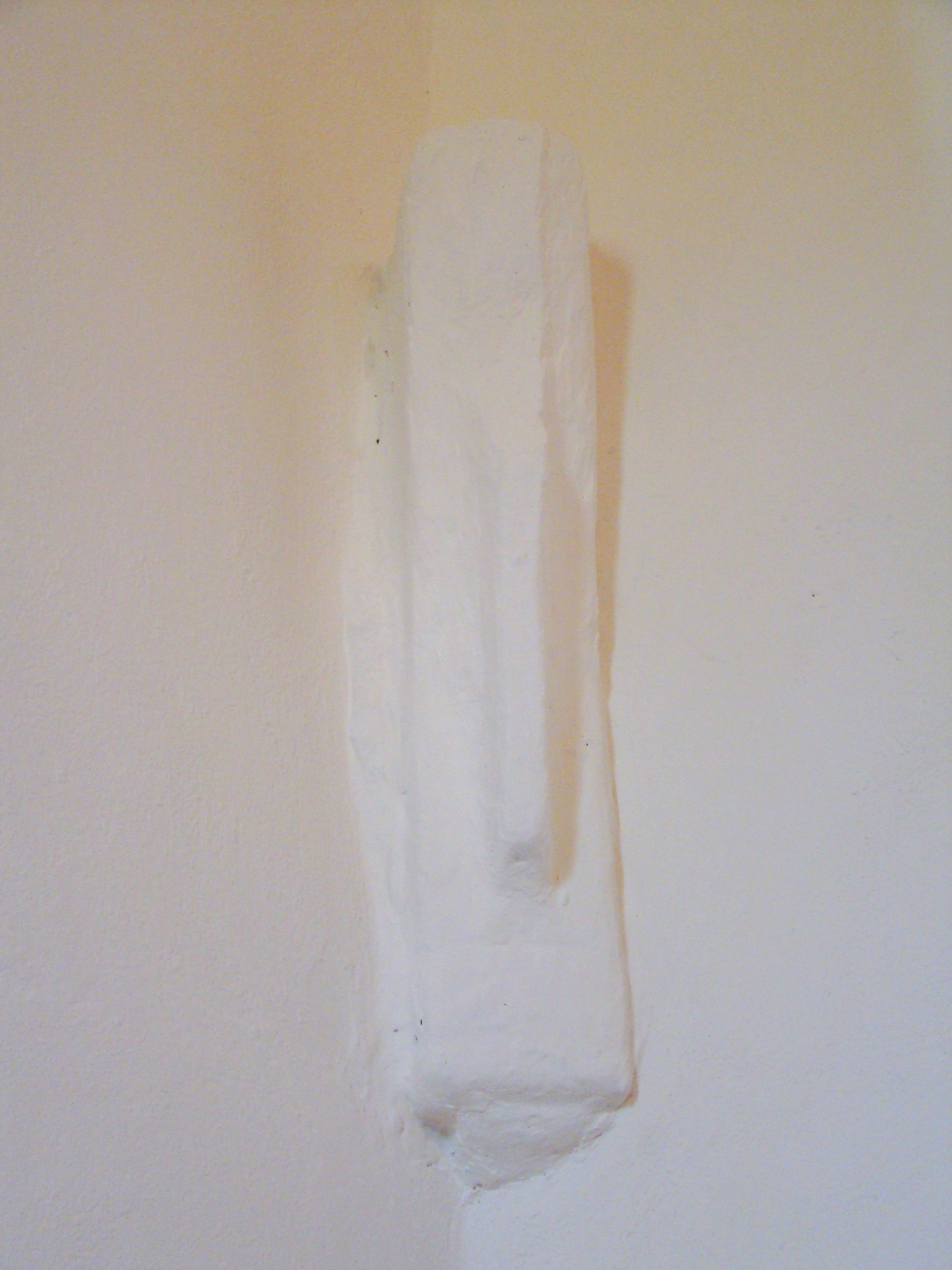
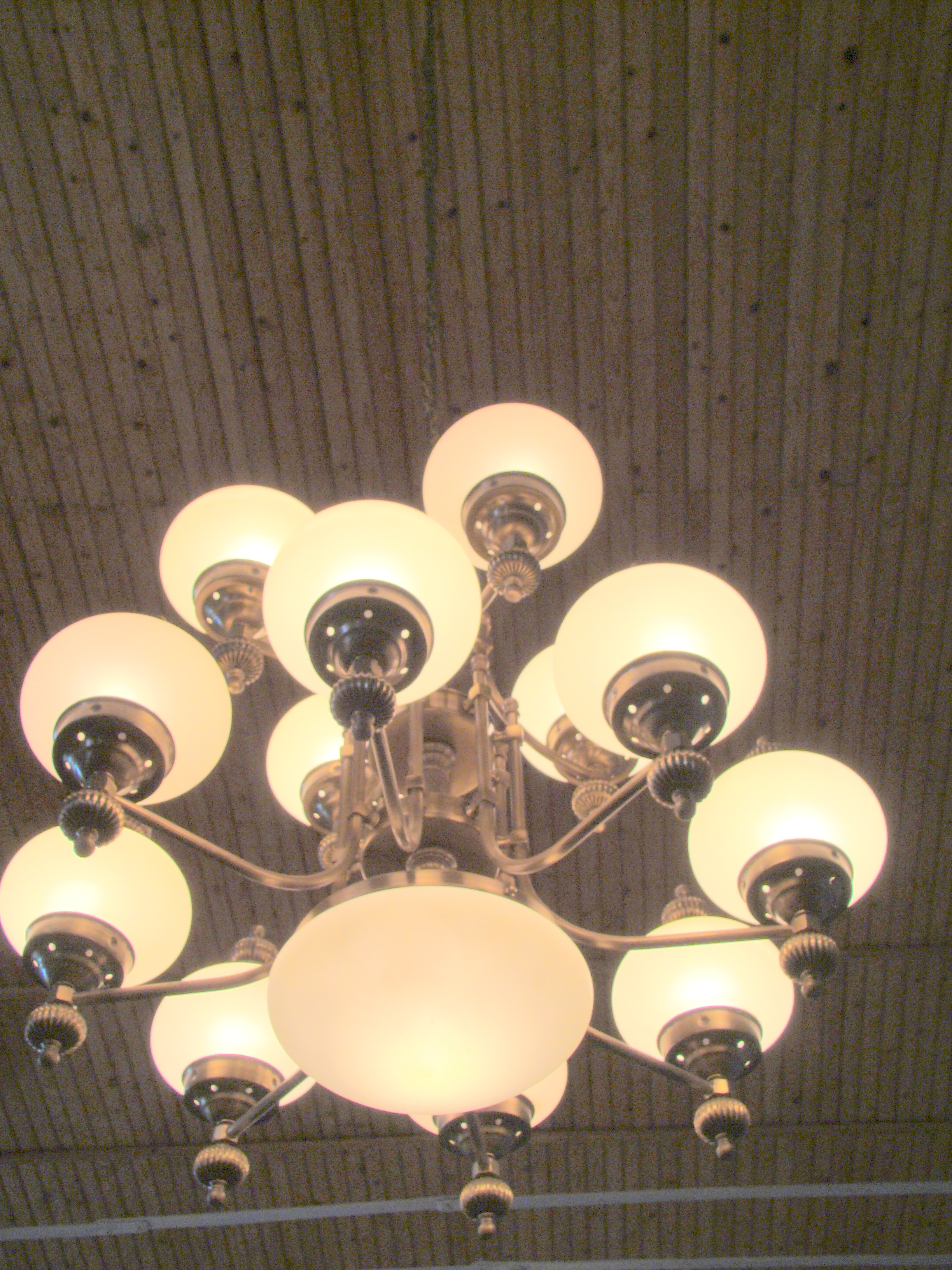
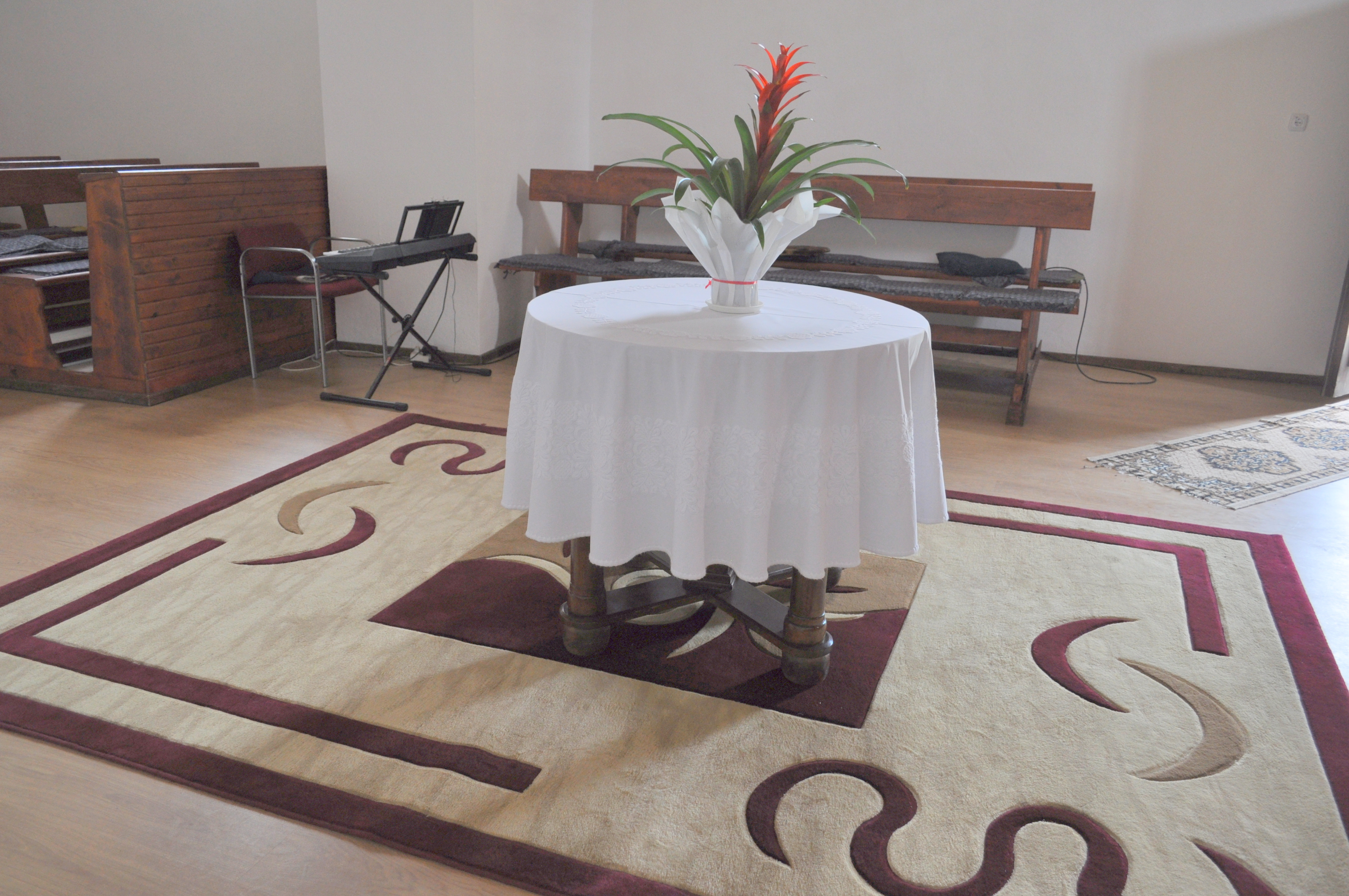
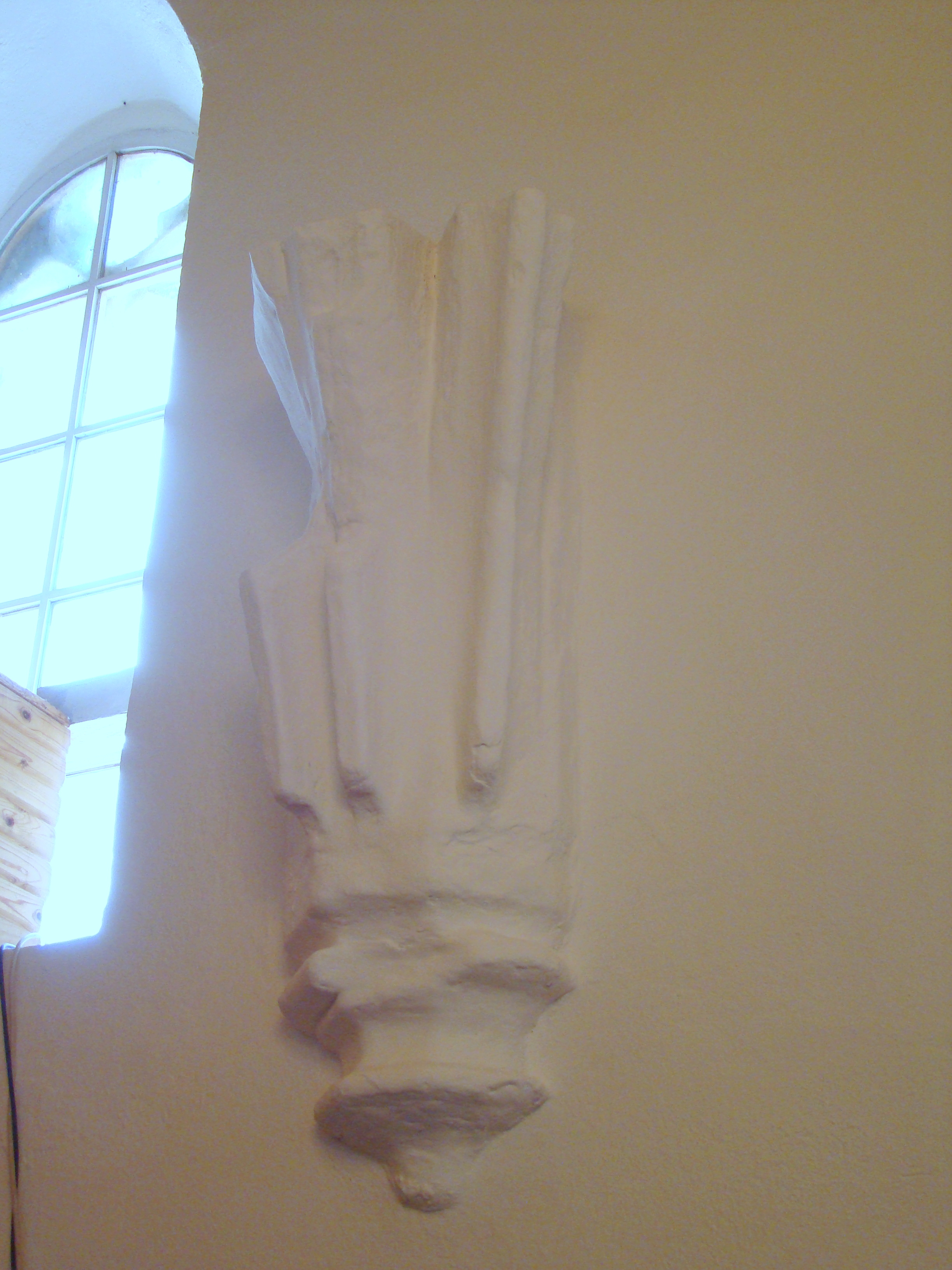
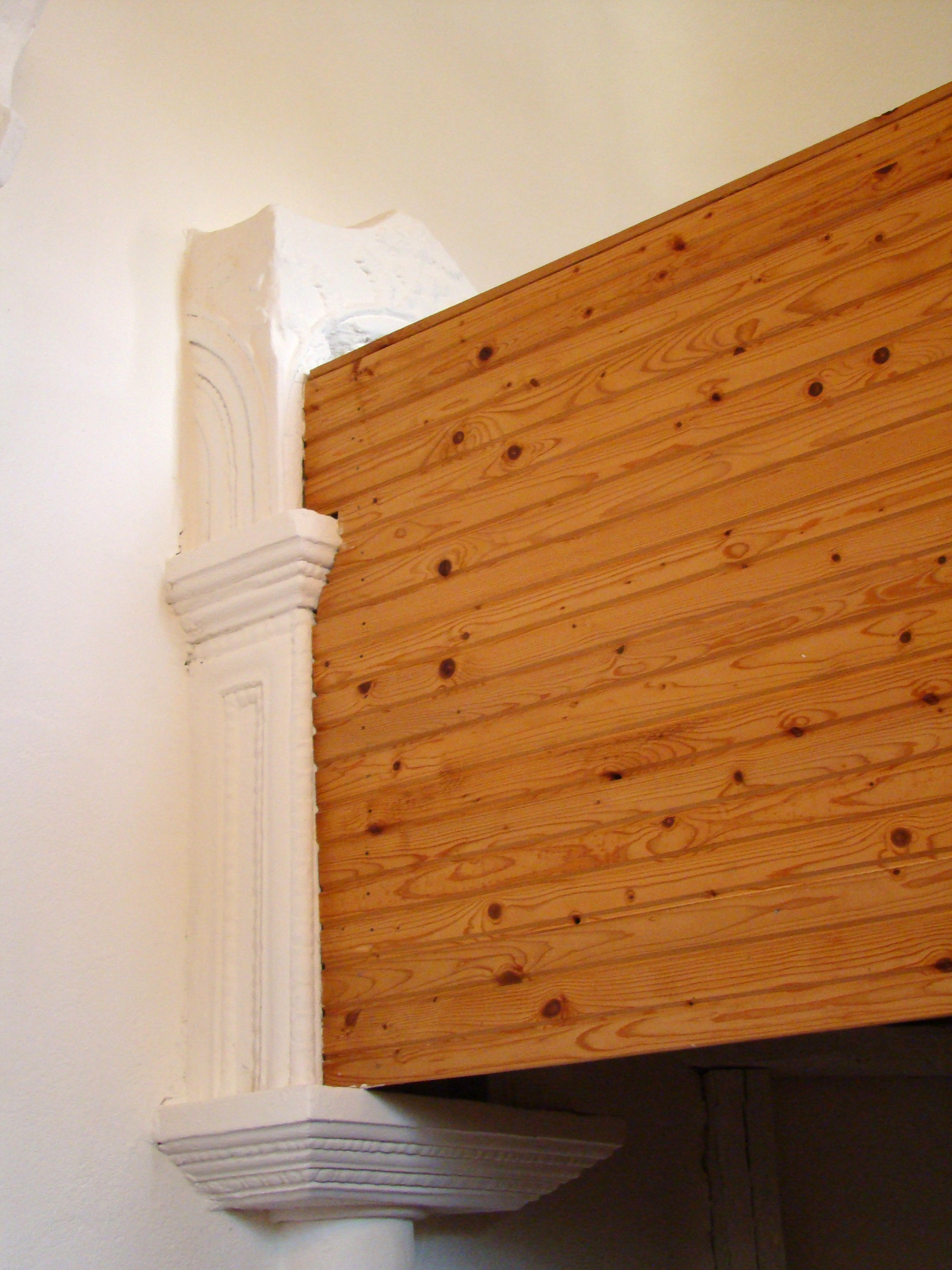
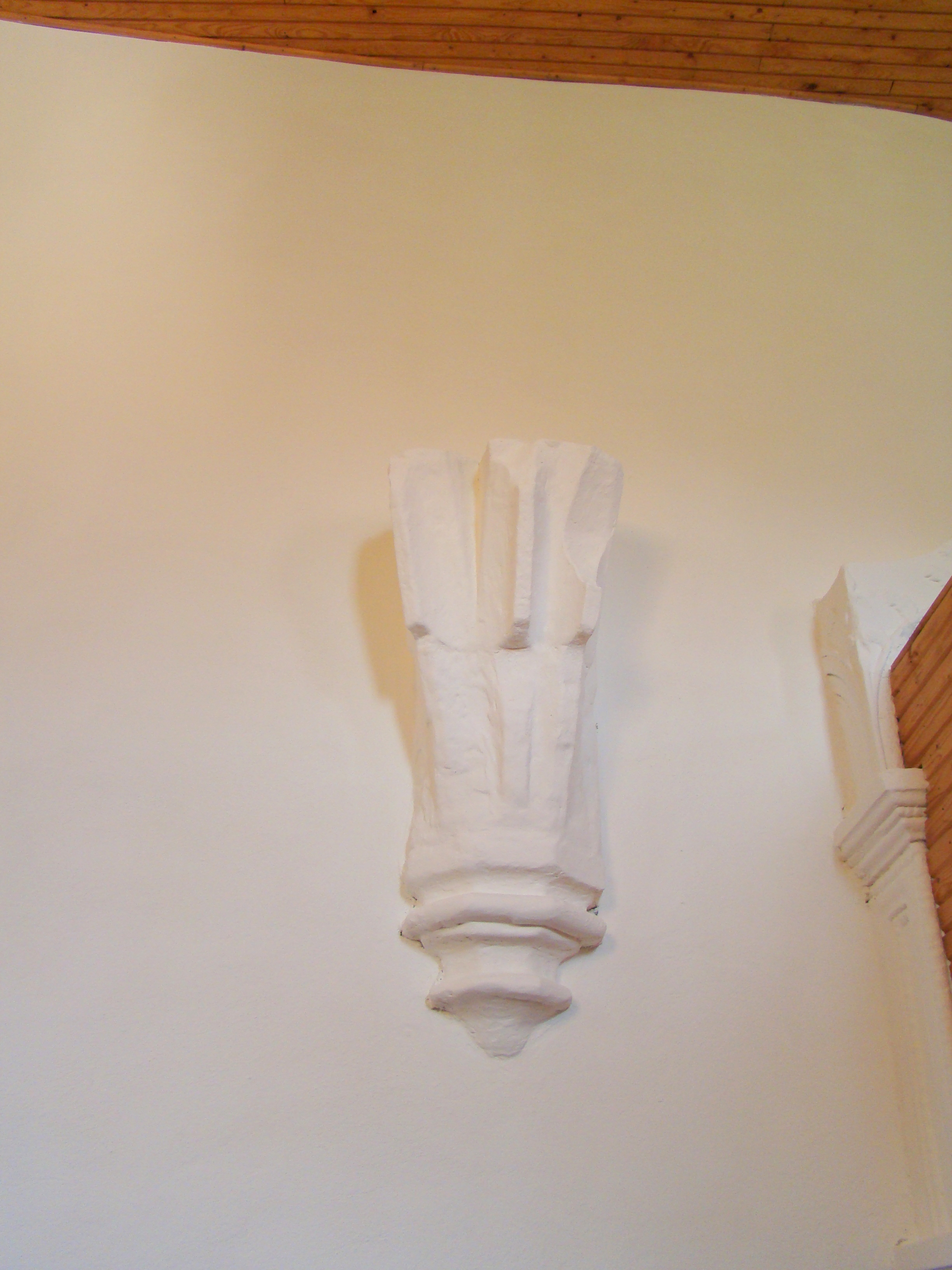
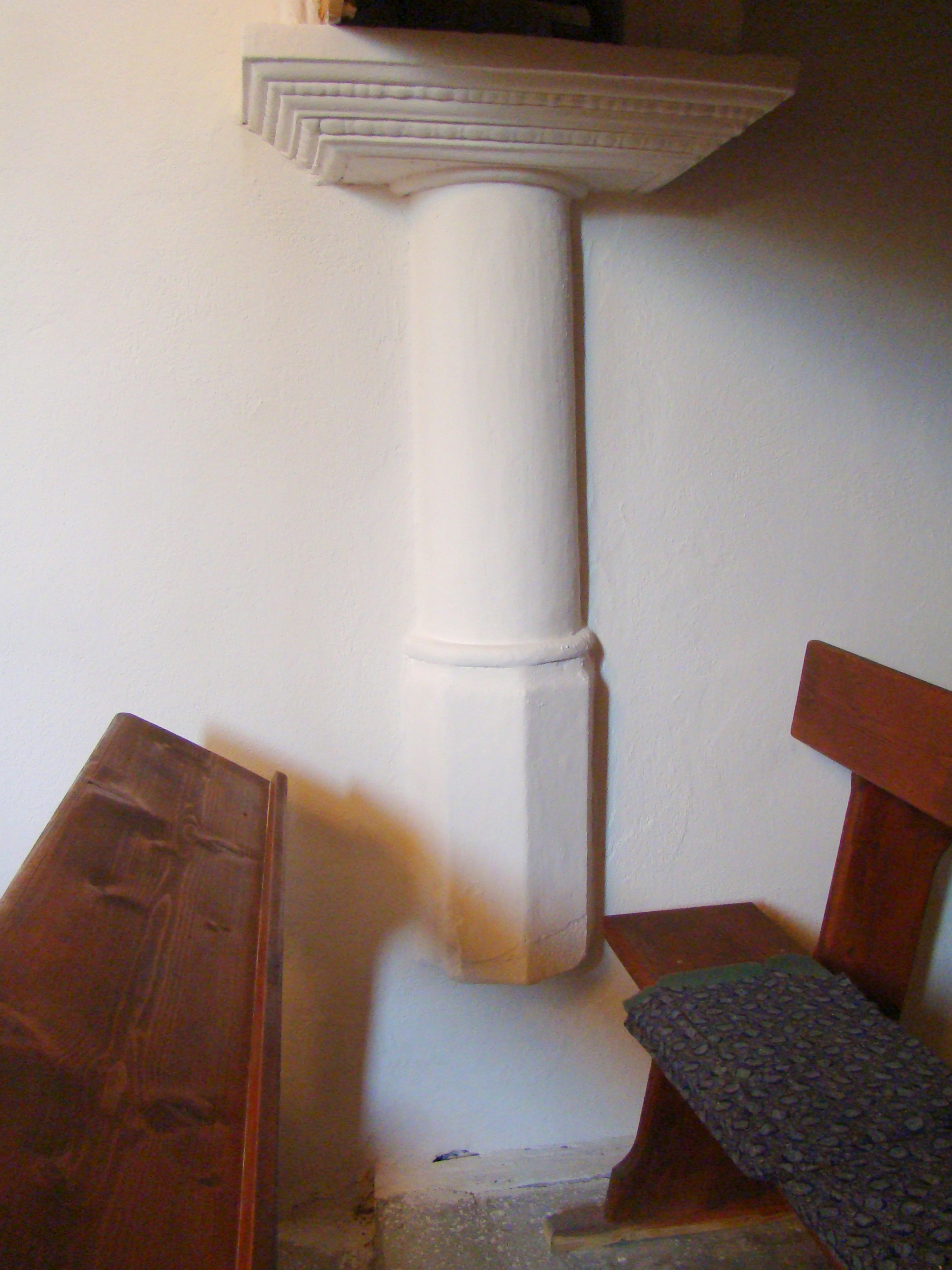
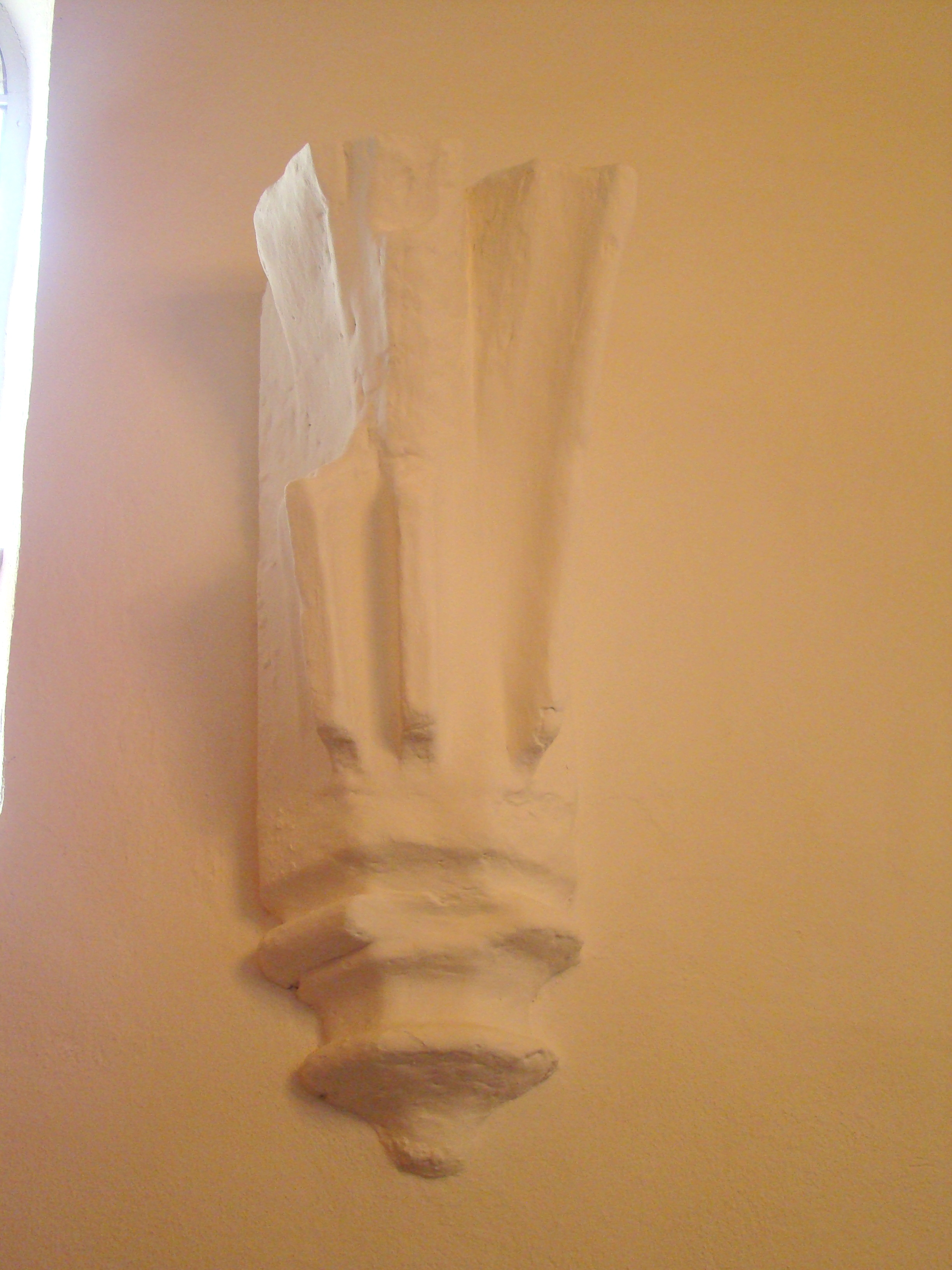
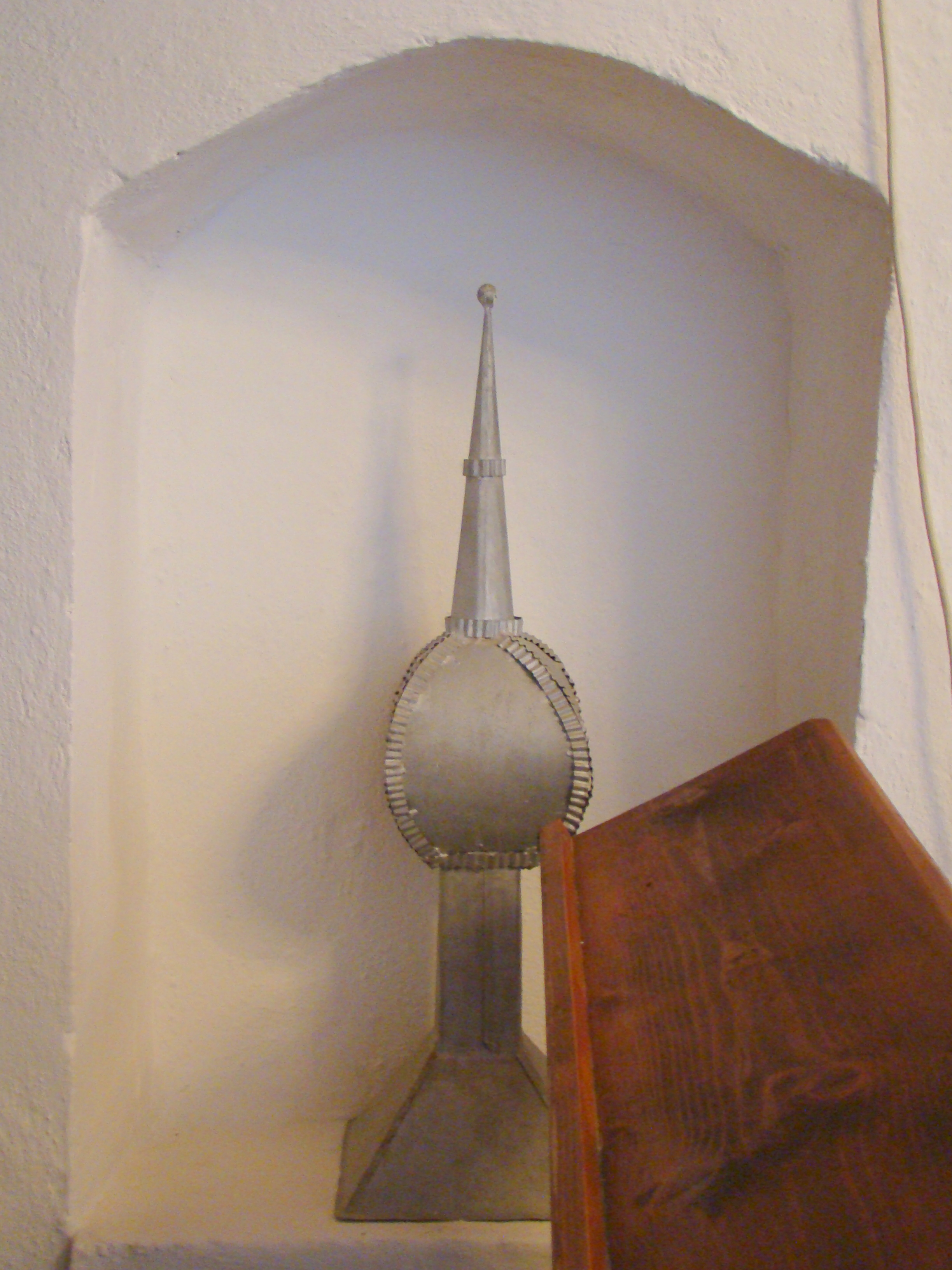
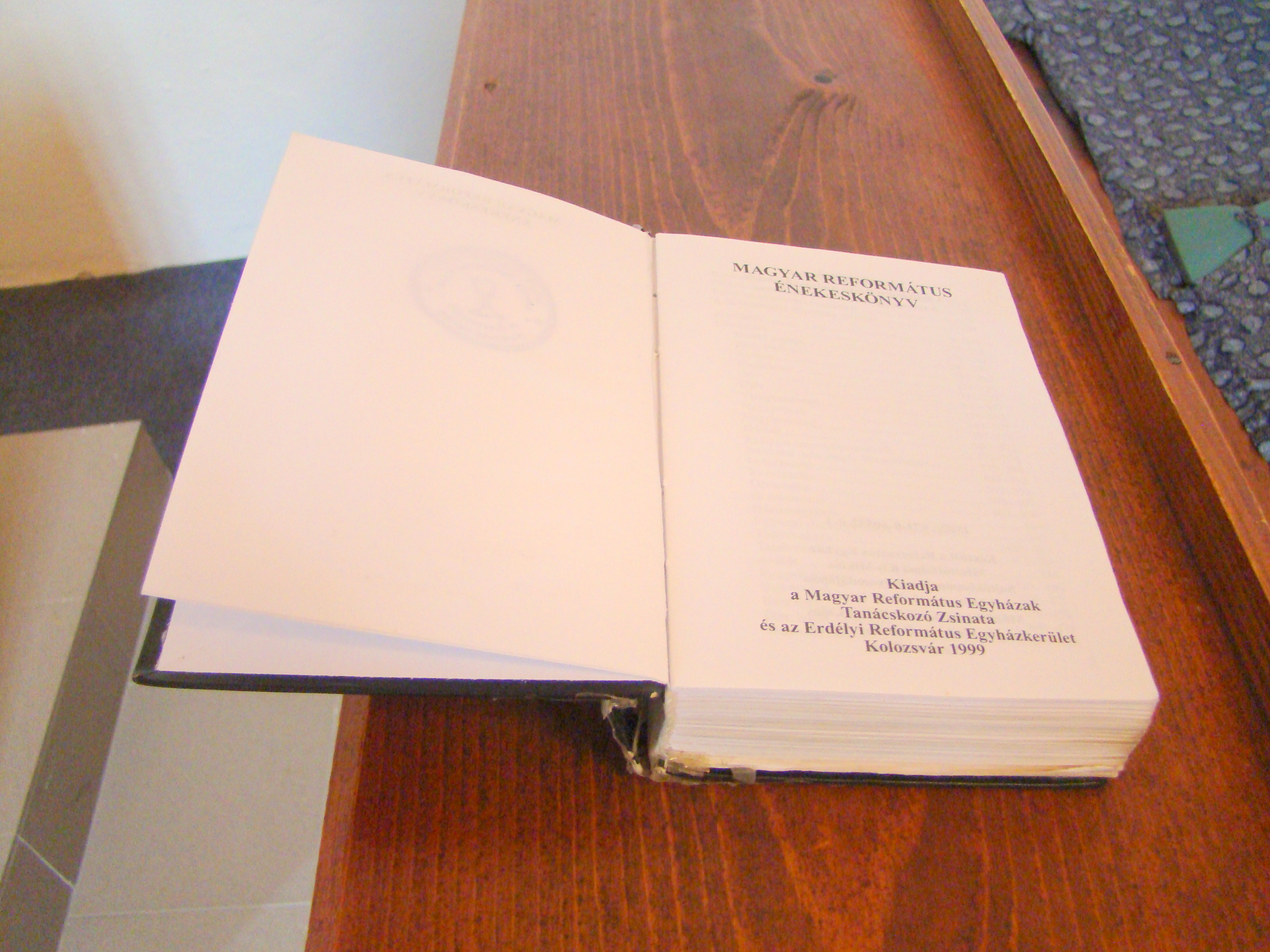
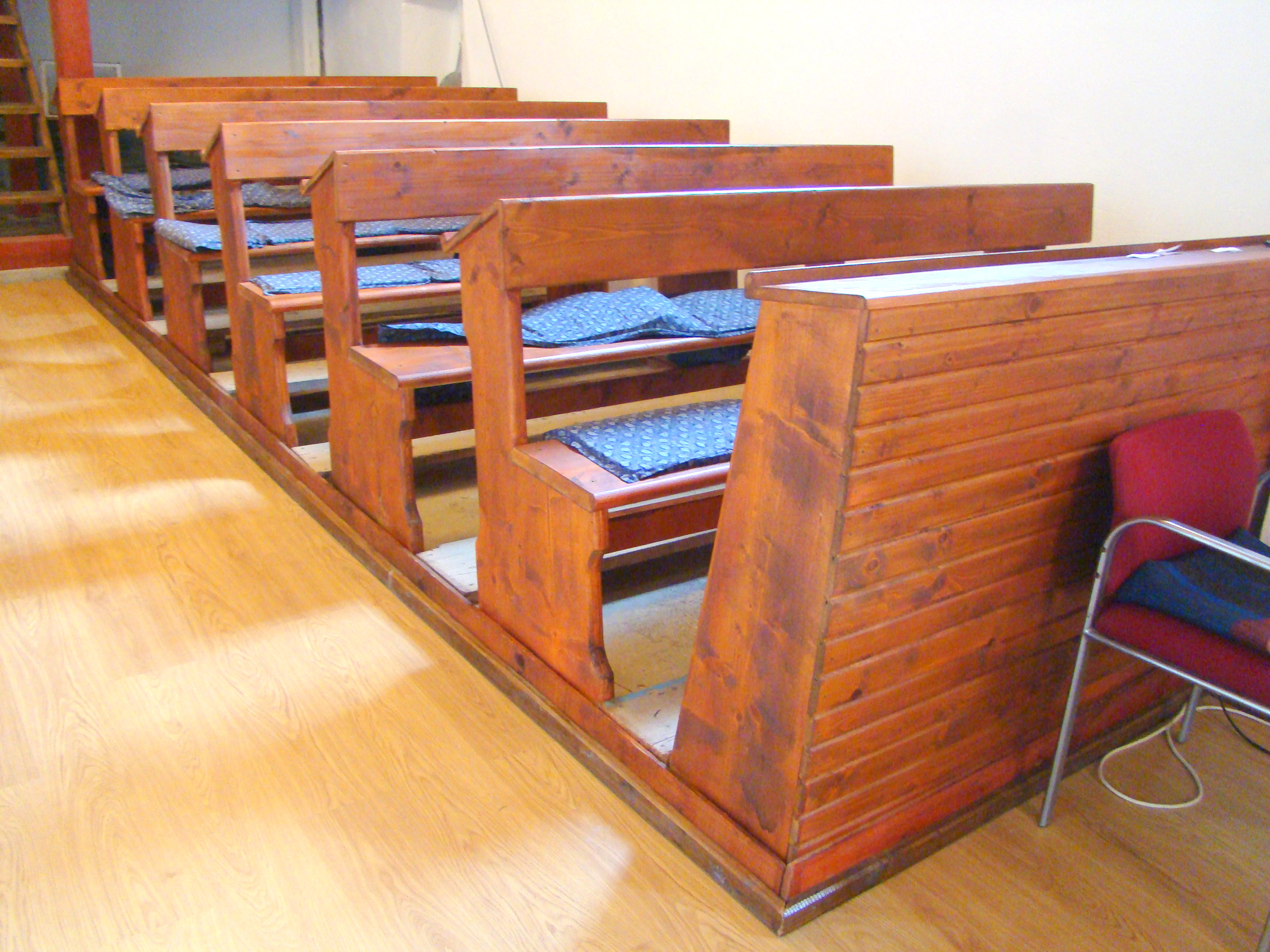
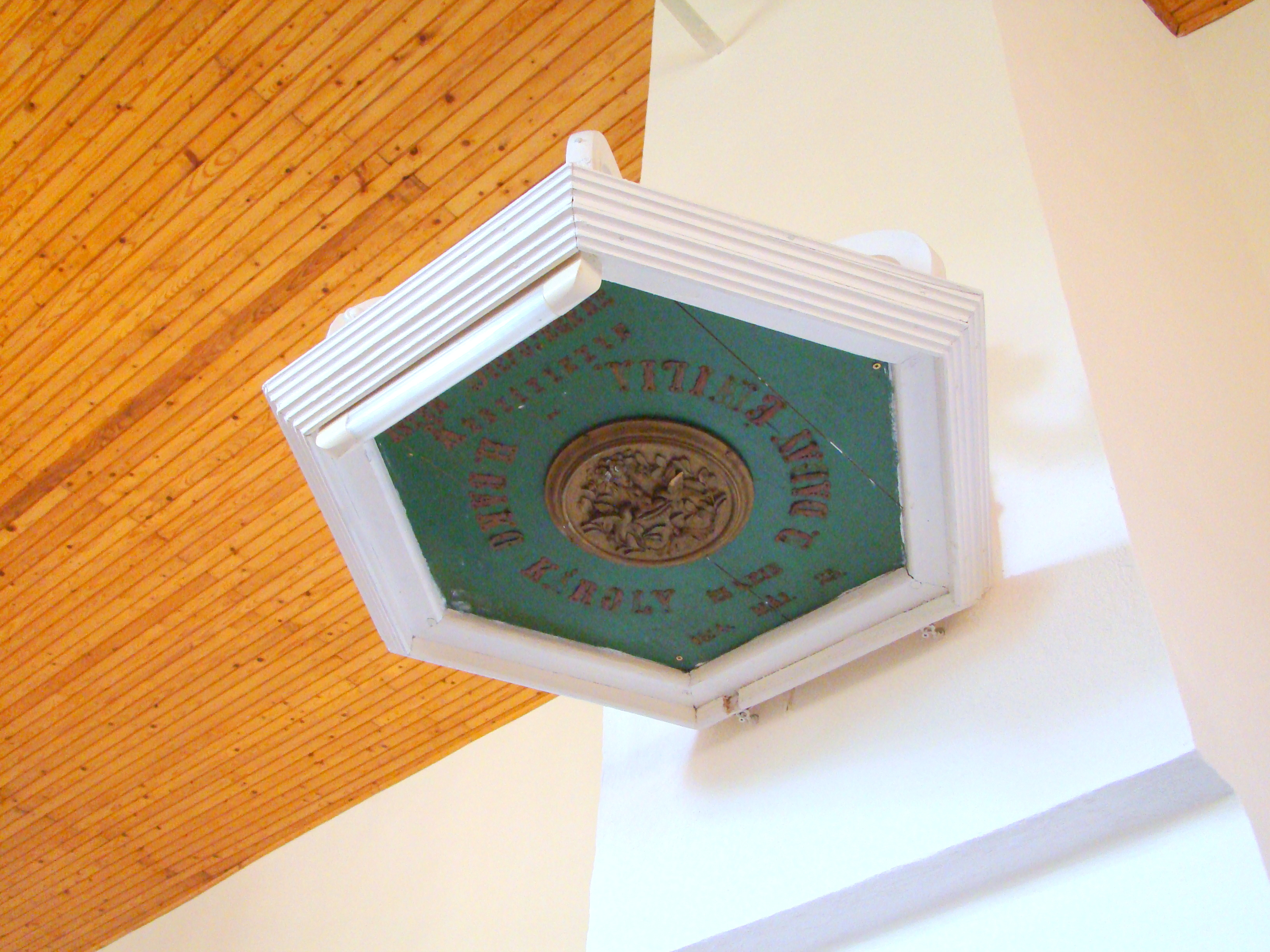
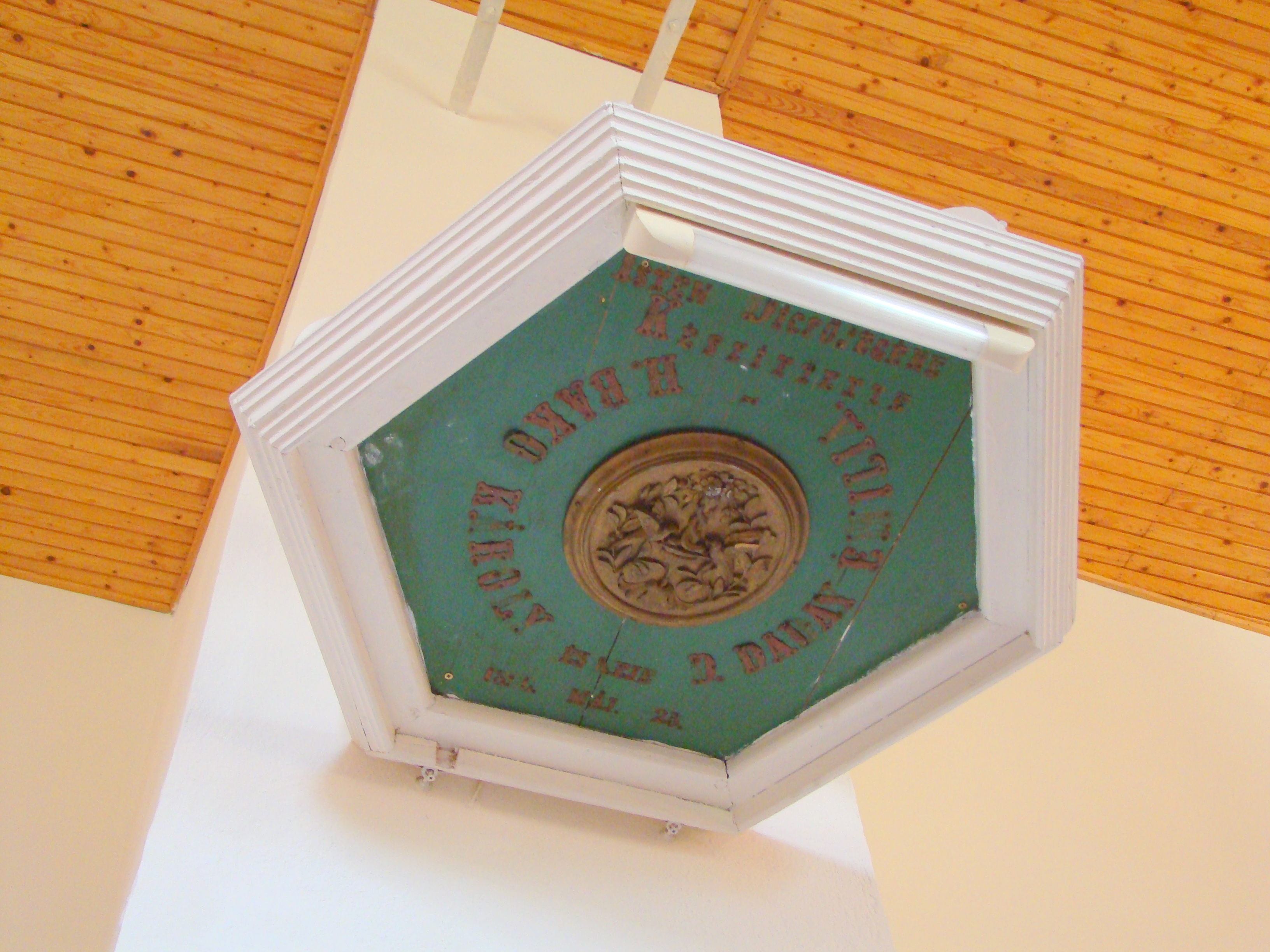
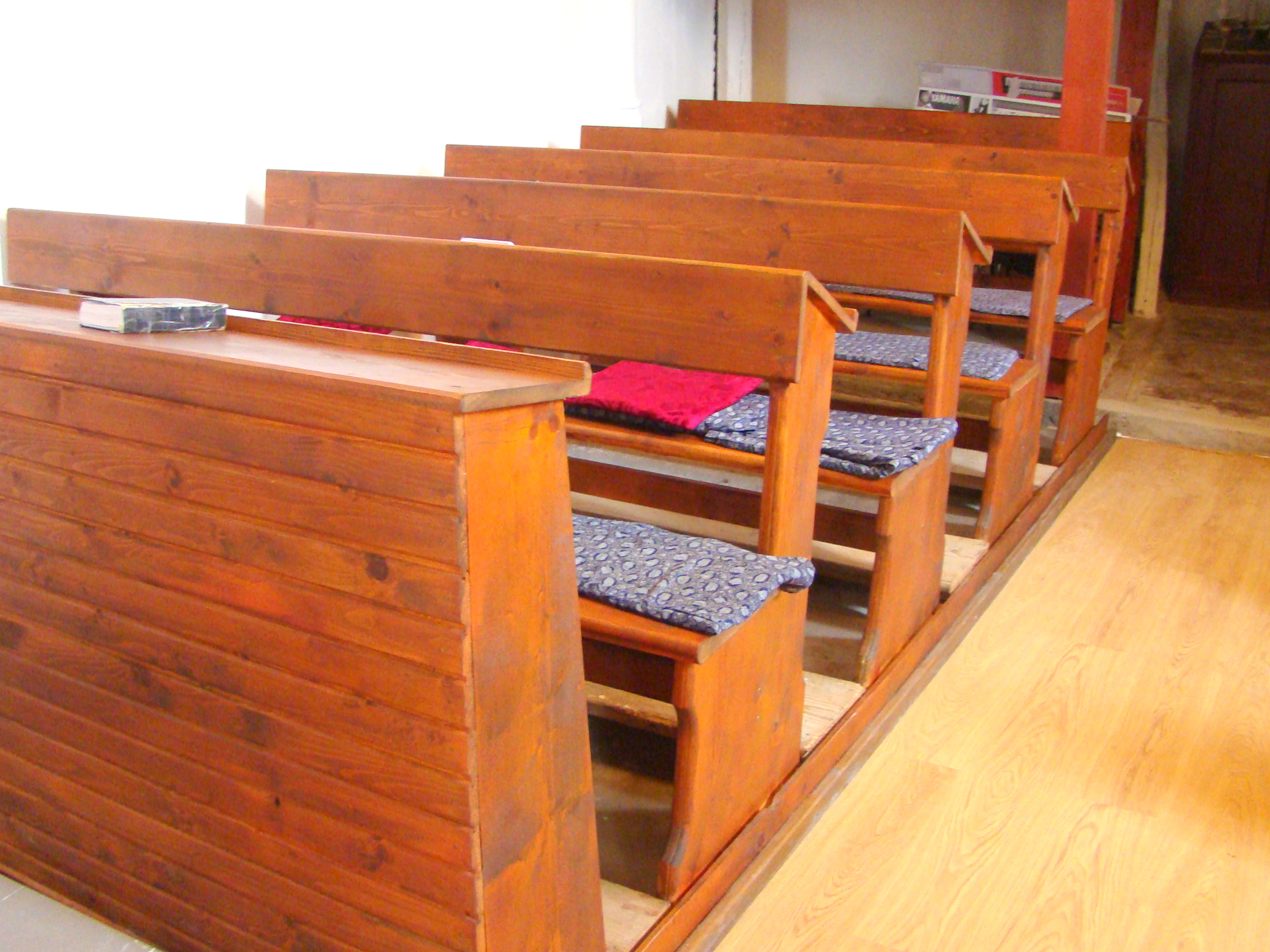
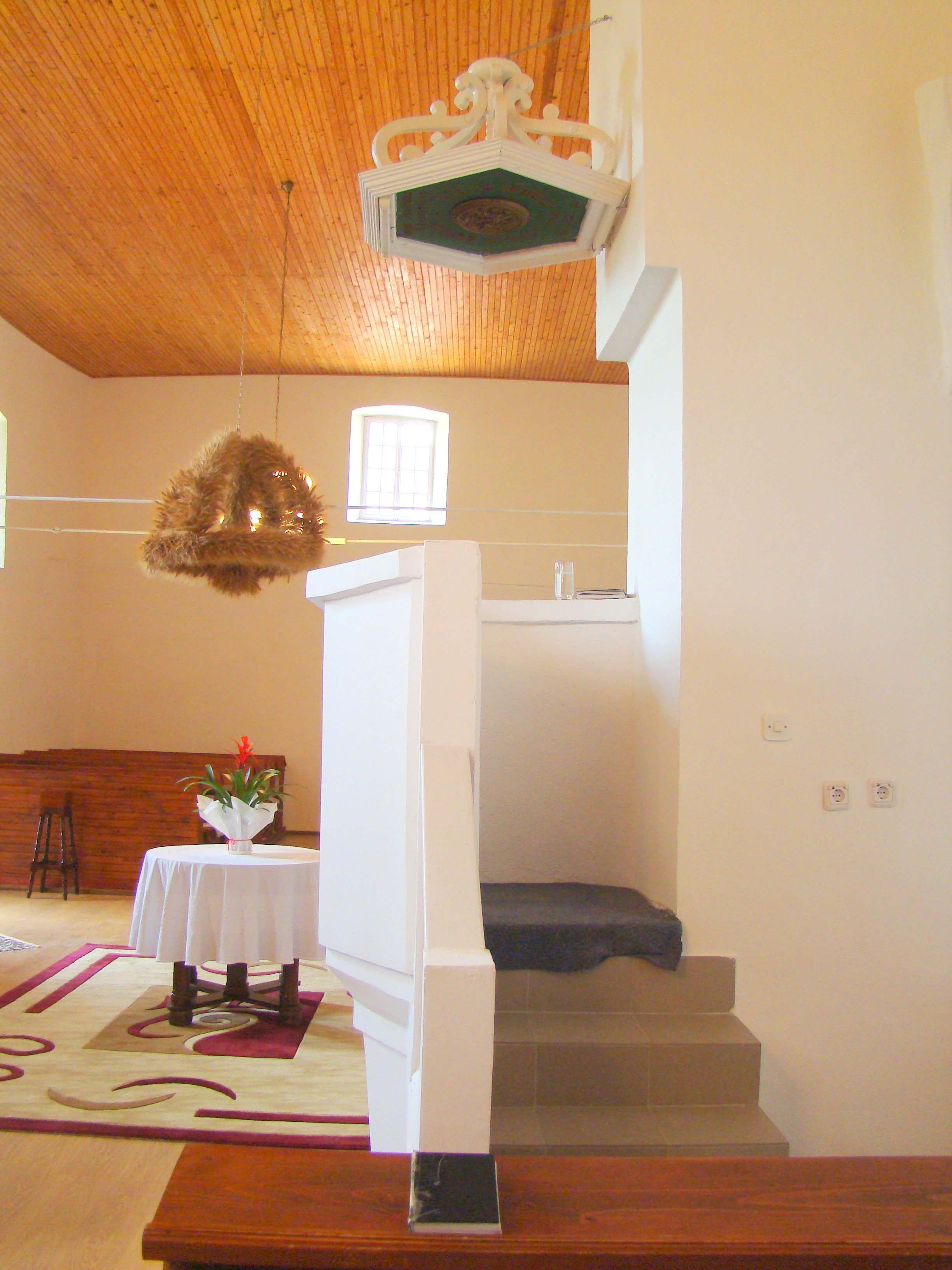
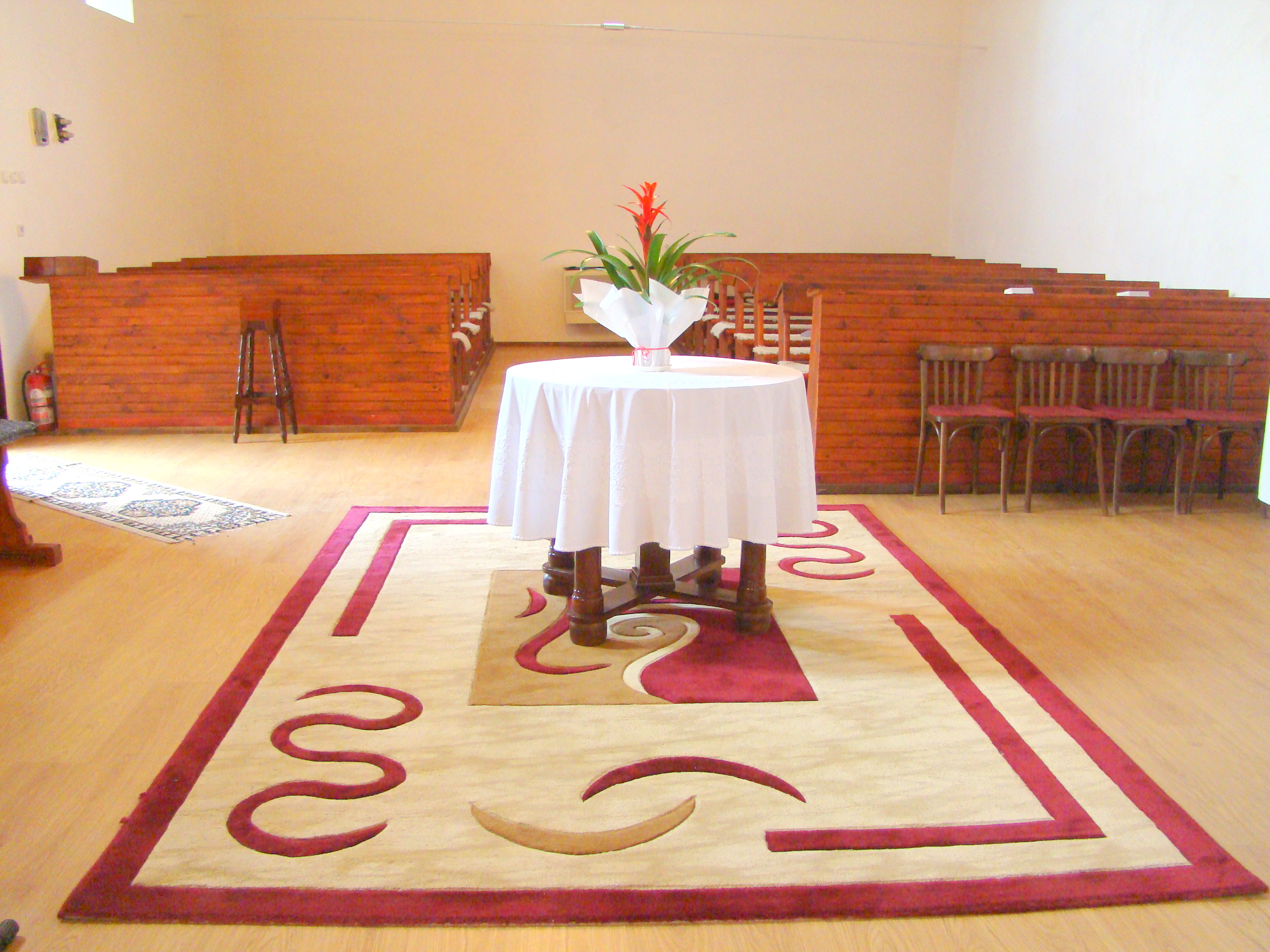
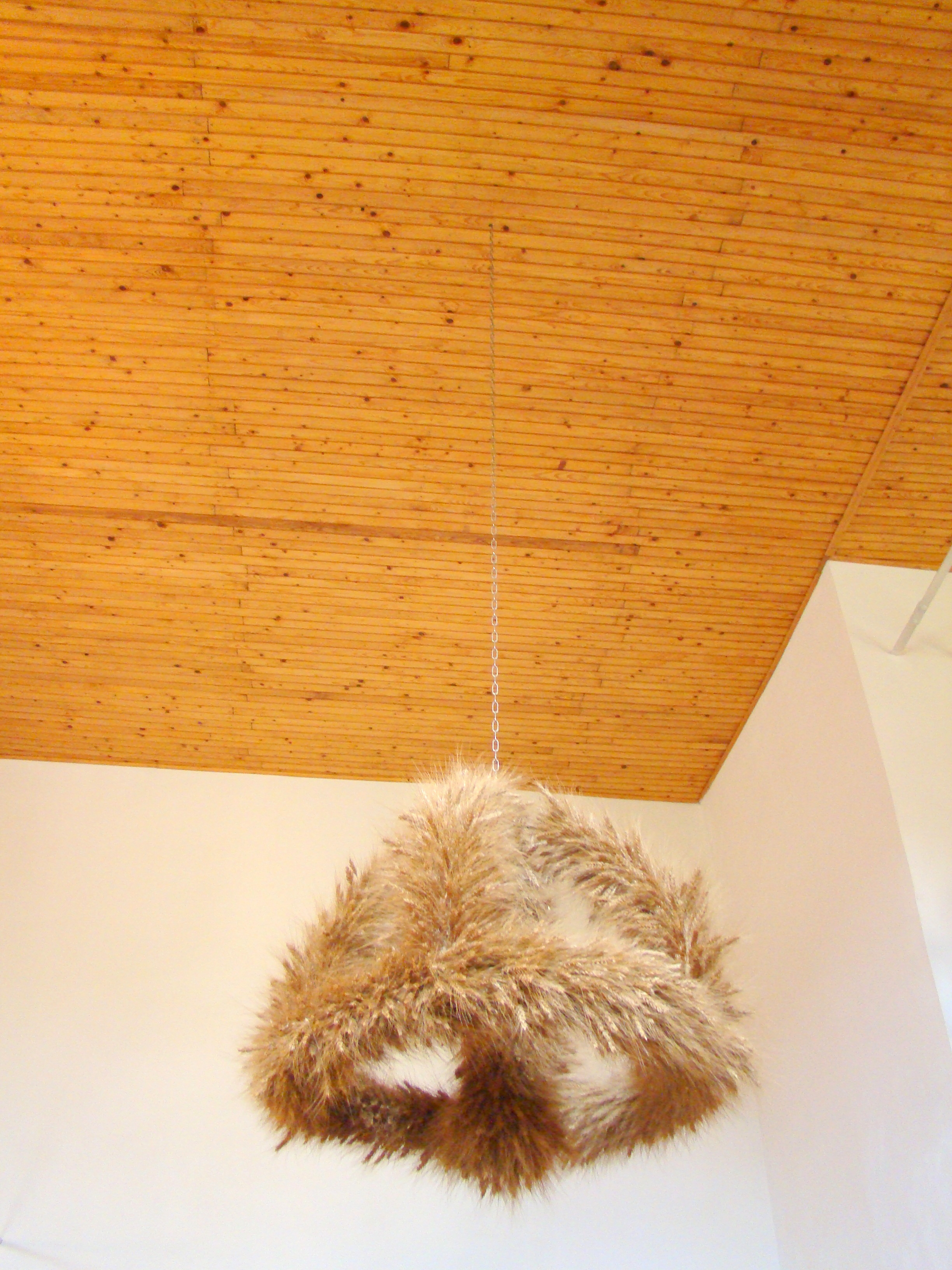
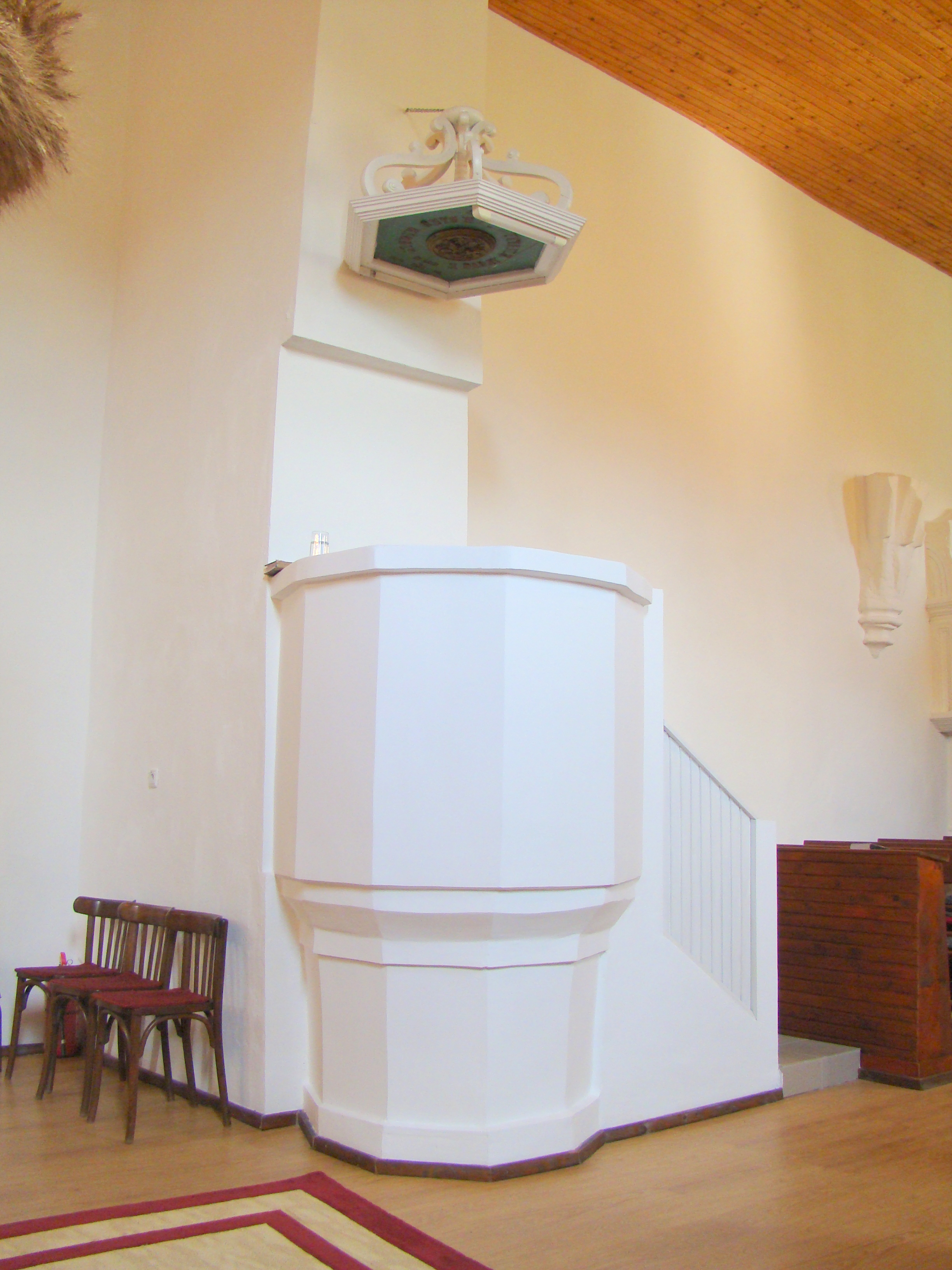
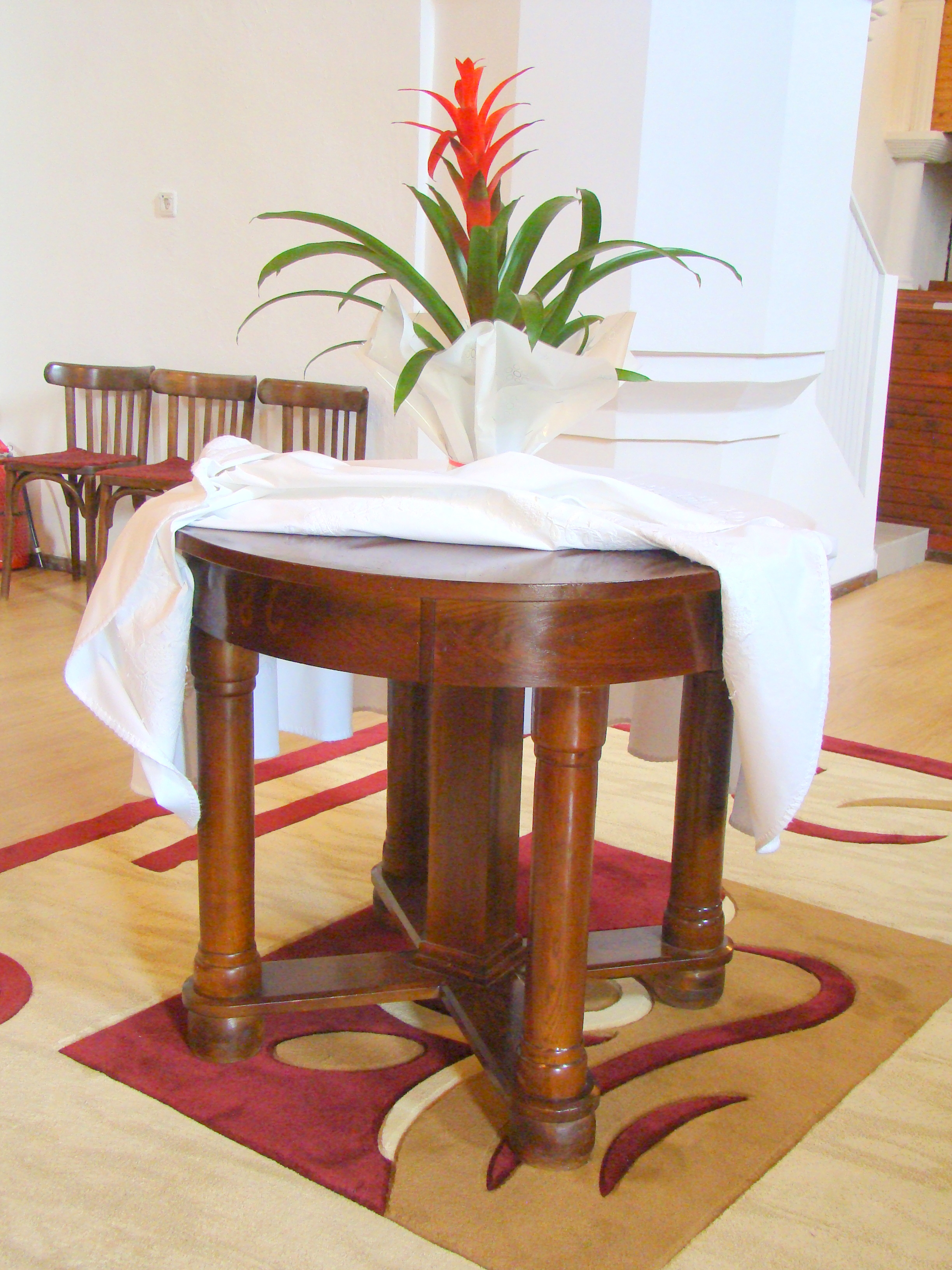
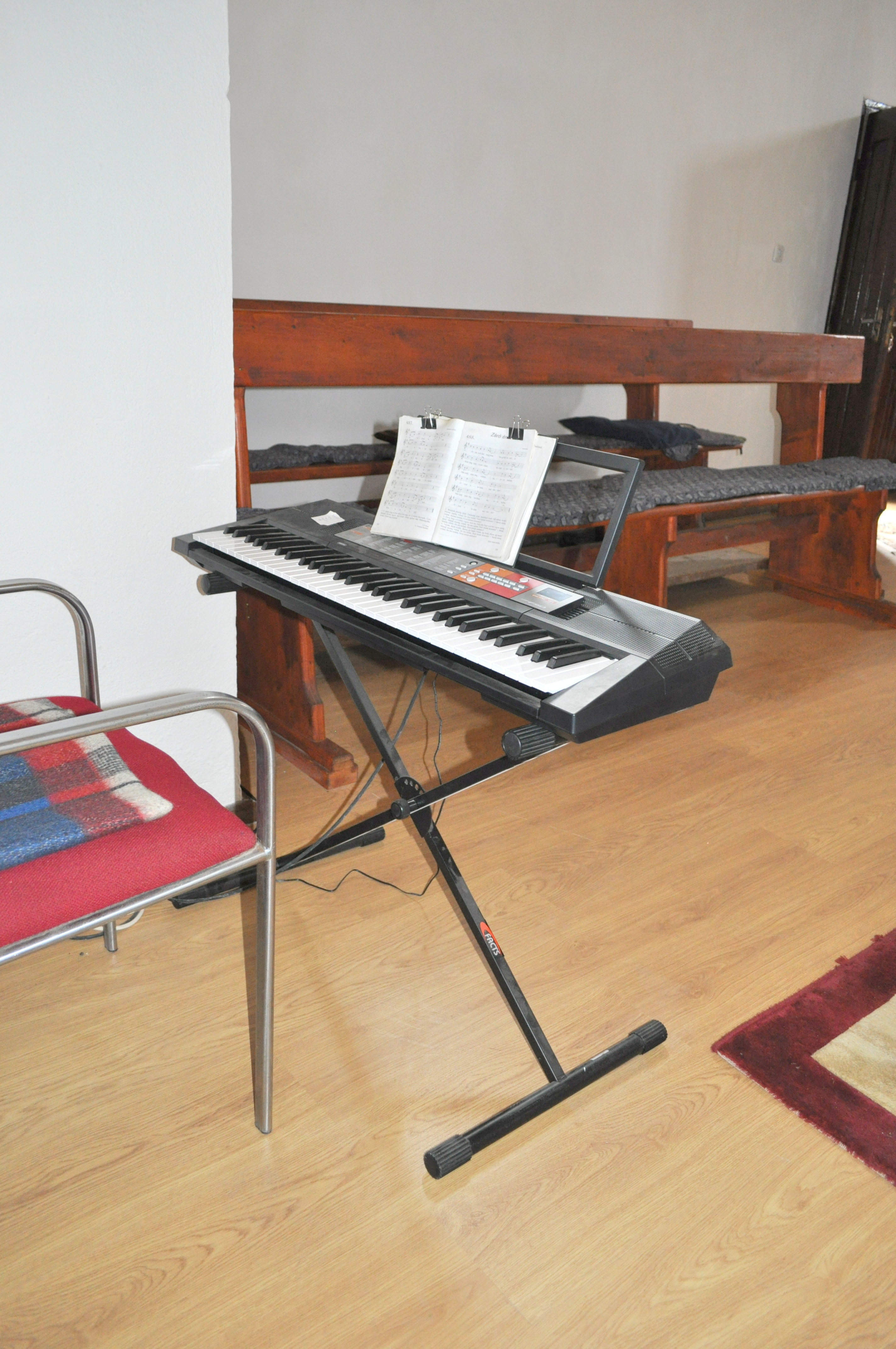
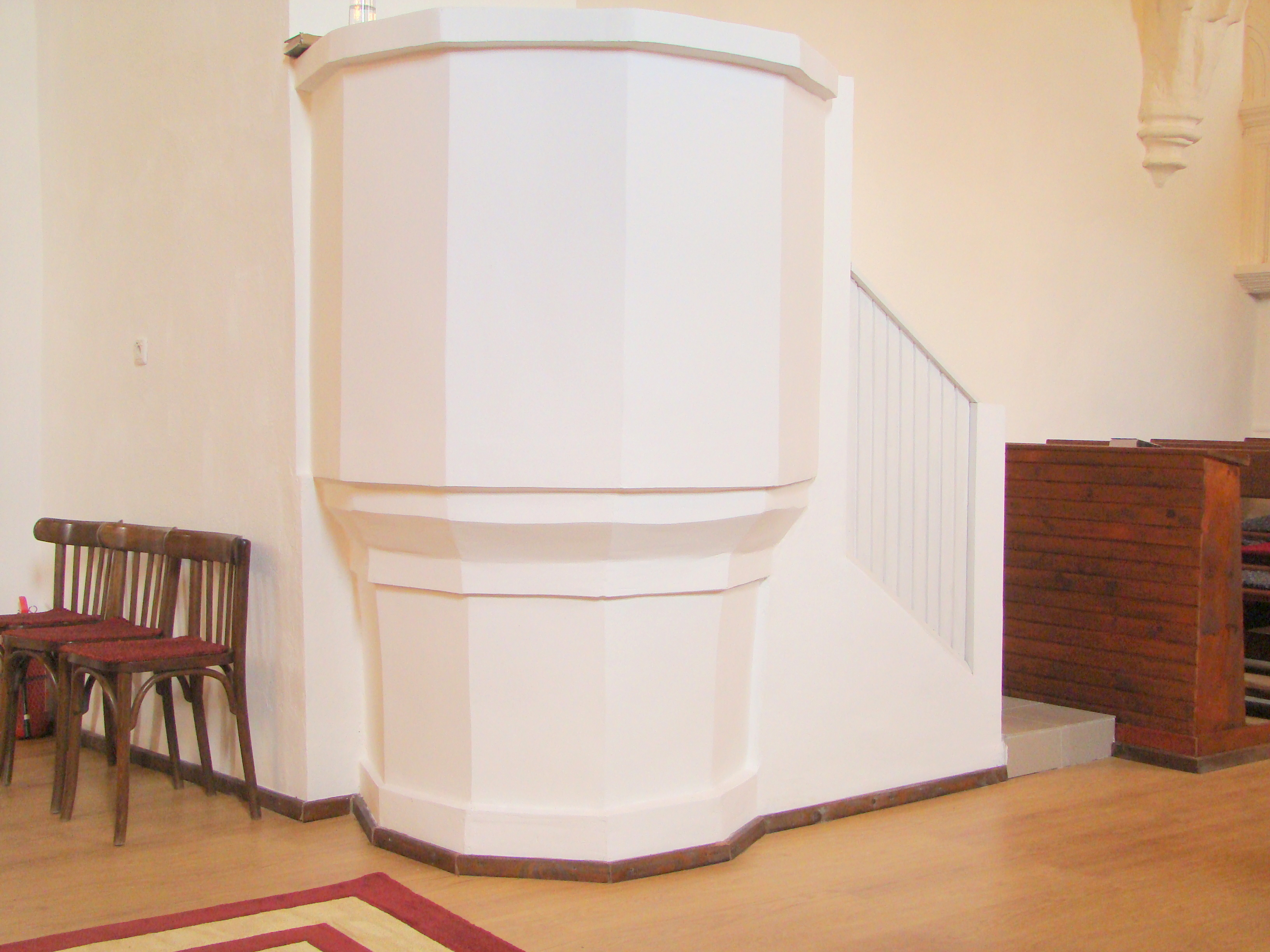
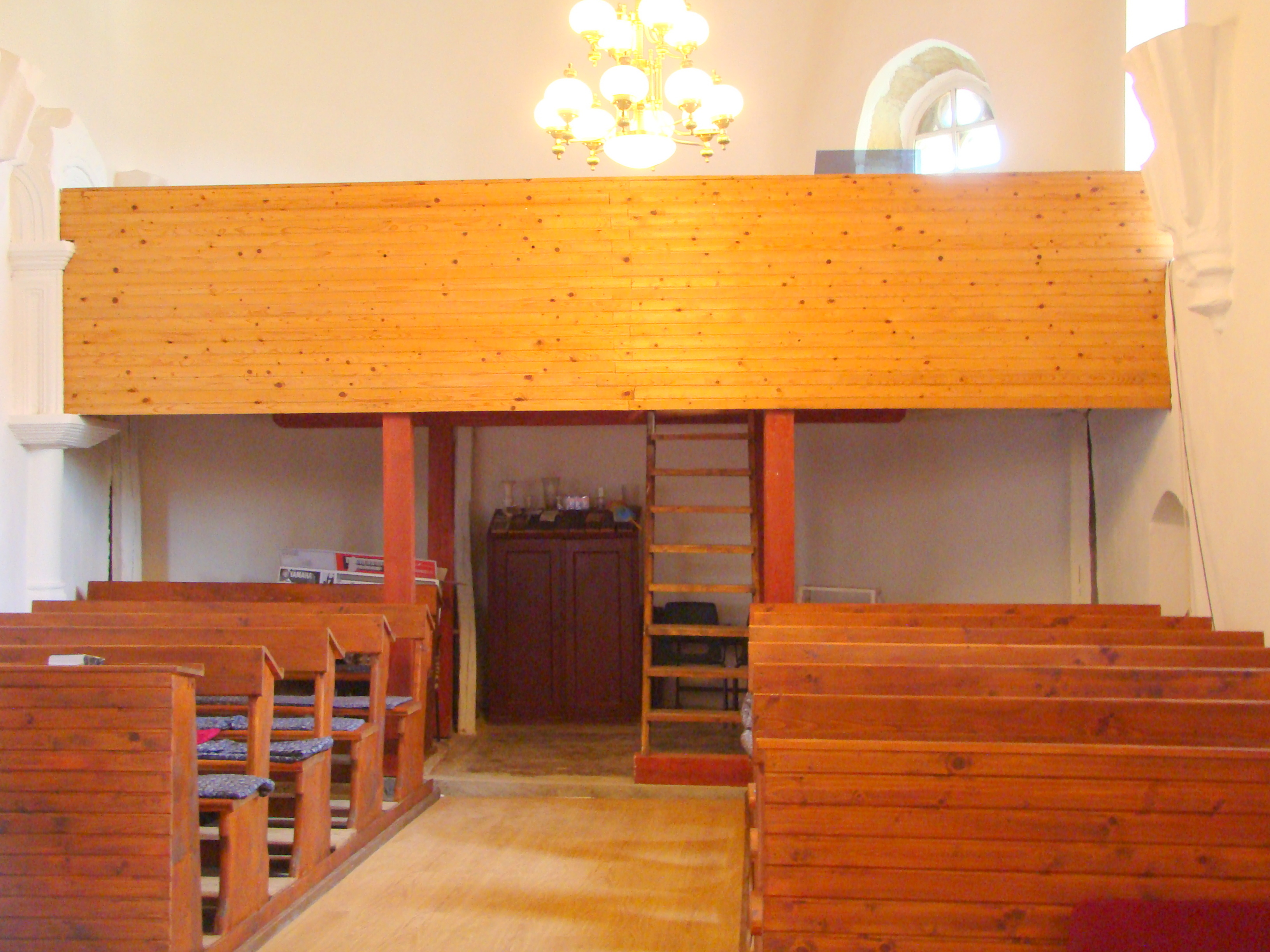
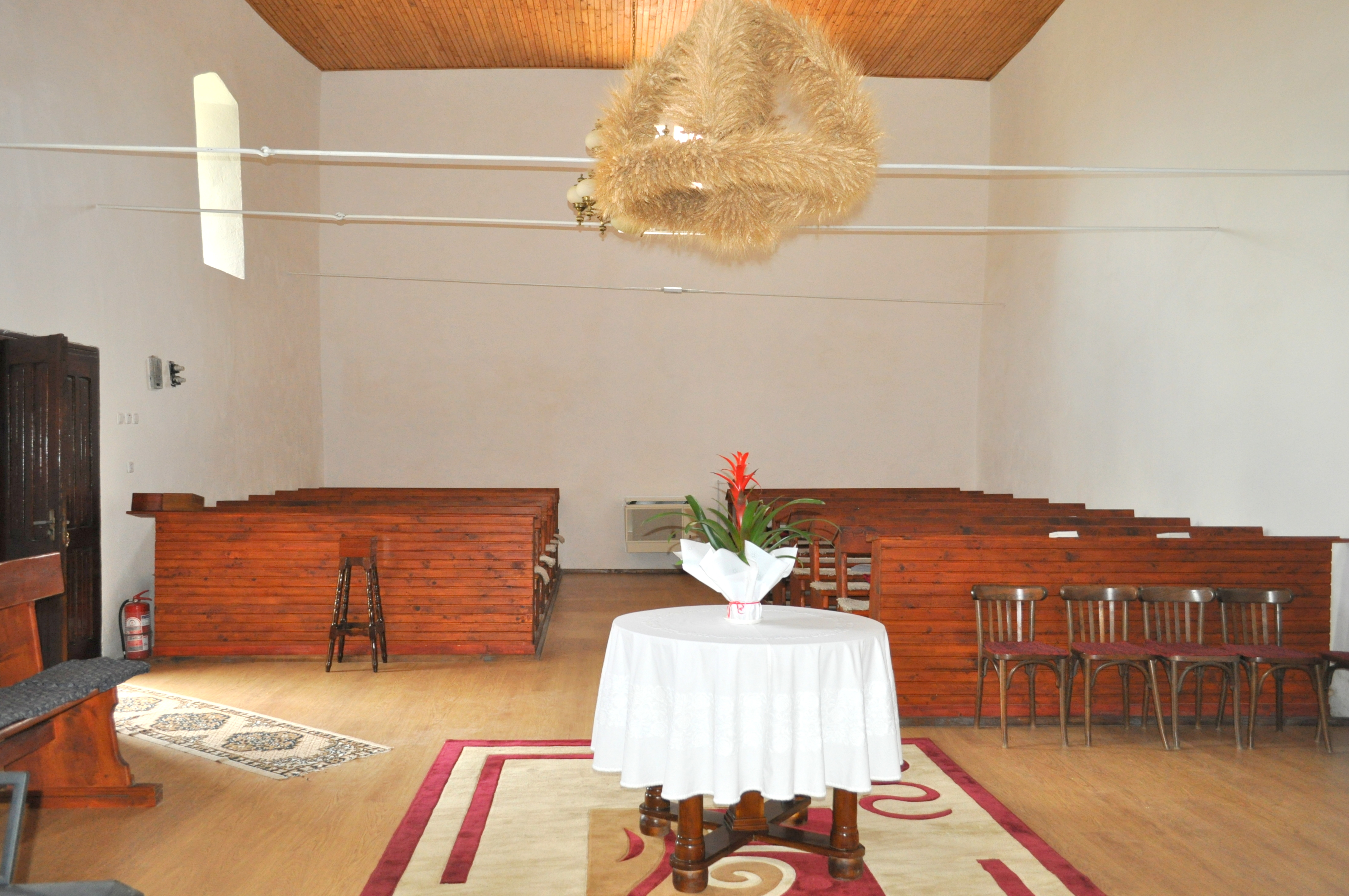

## Vezi și
- Bozieș, Bistrița-Năsăud